# Biserica de lemn din Poieni, Timiș

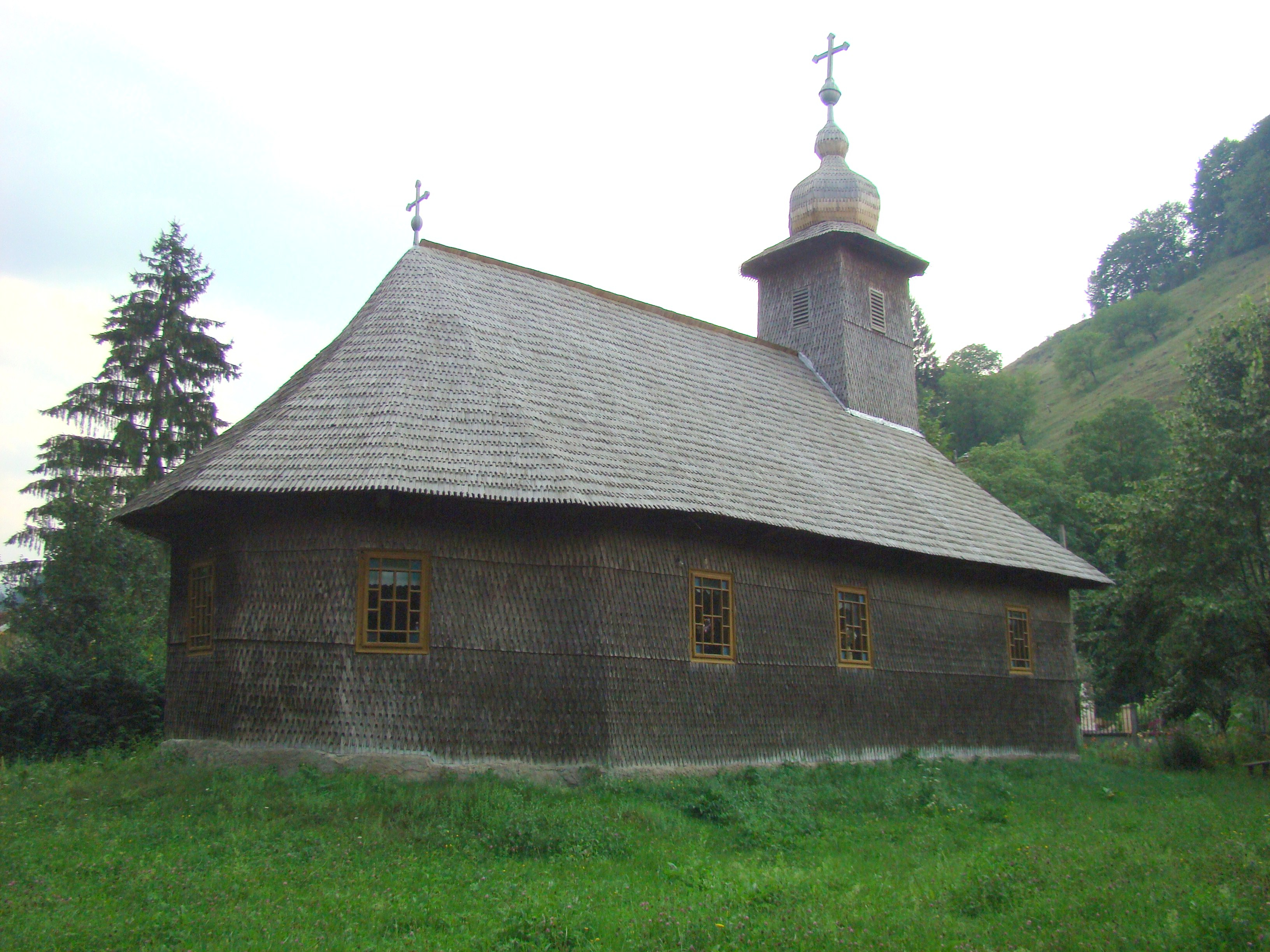
Biserica de lemn din Poieni, comuna Pietroasa, județul Timiș, foto: august 2009.

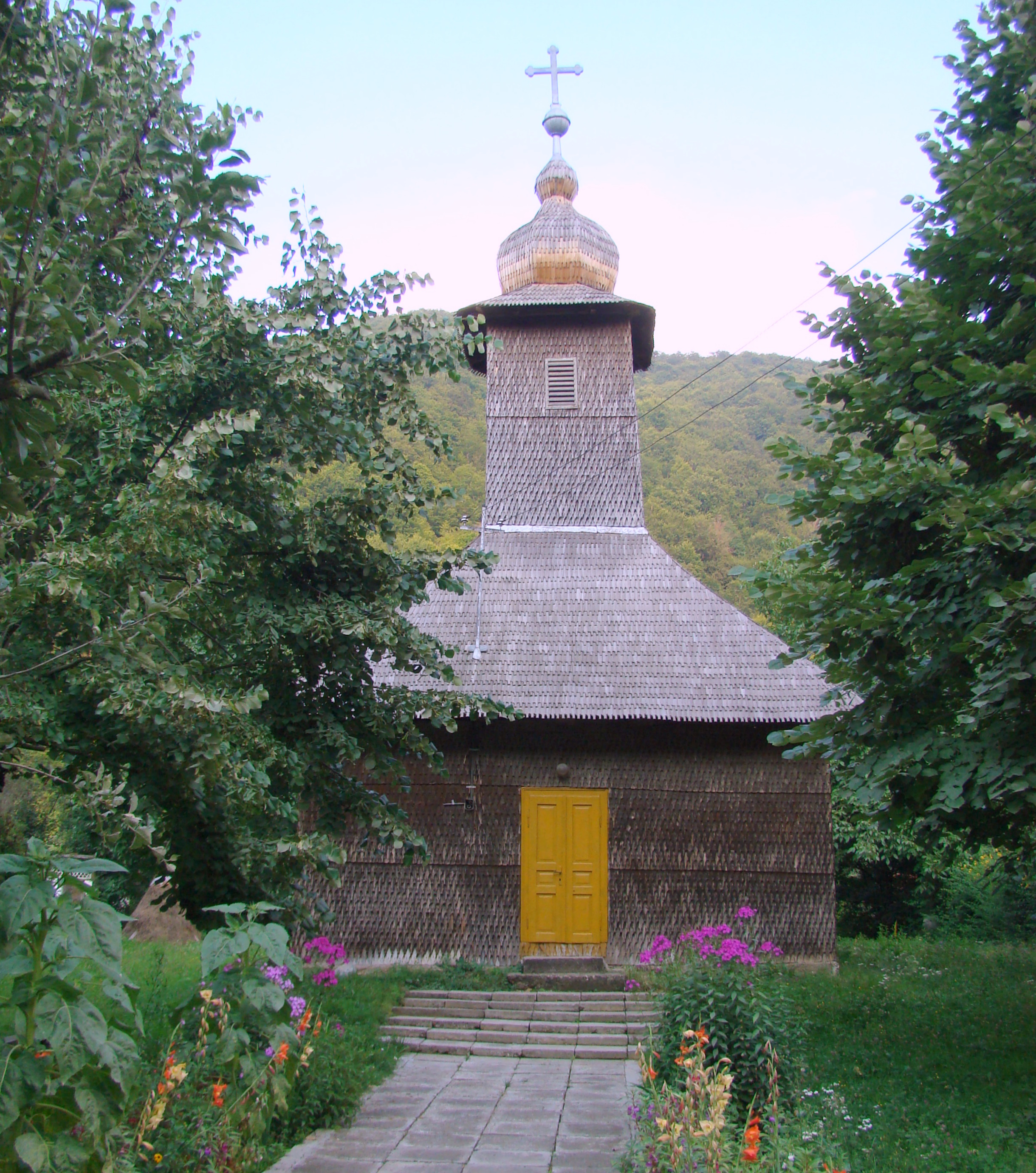

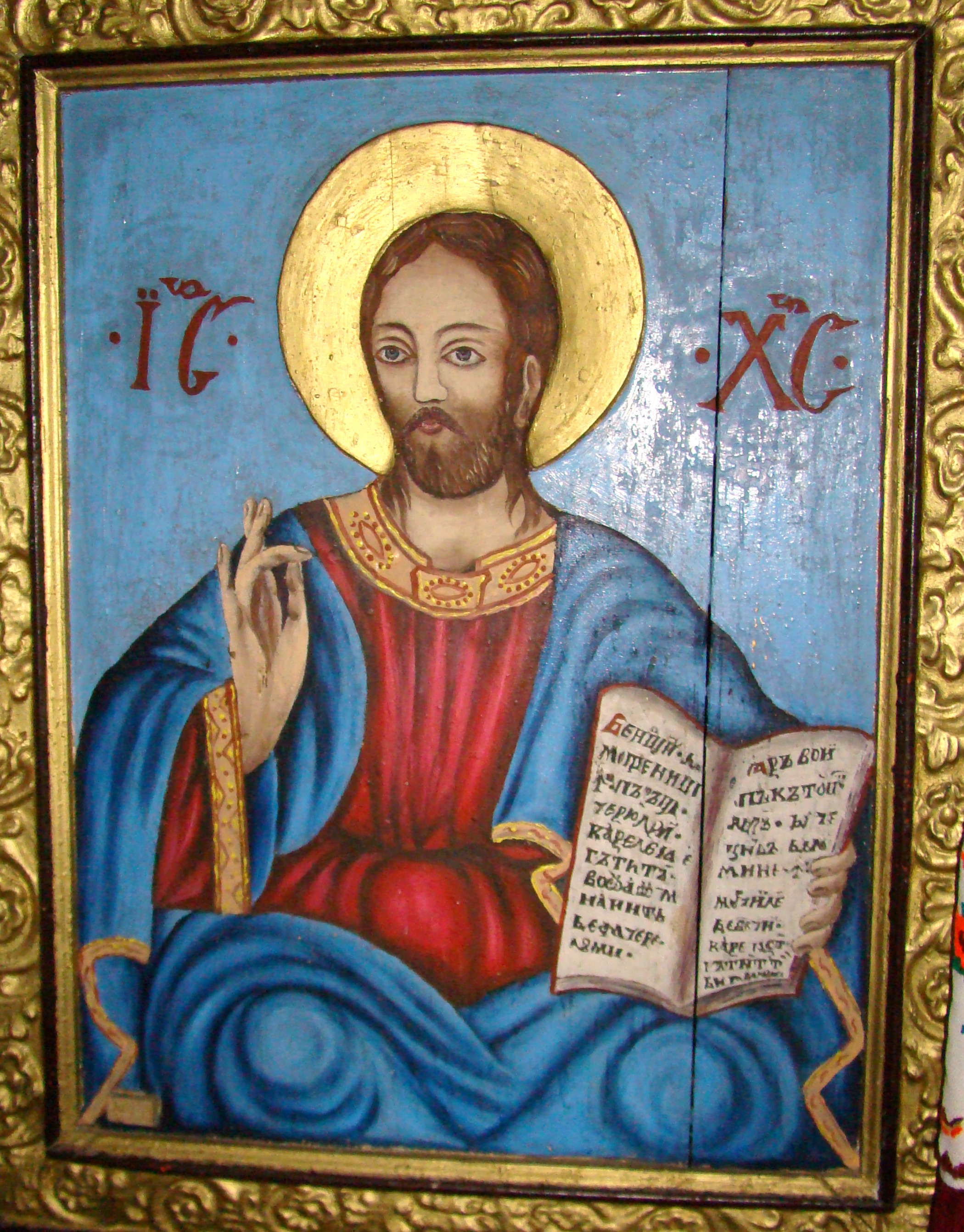

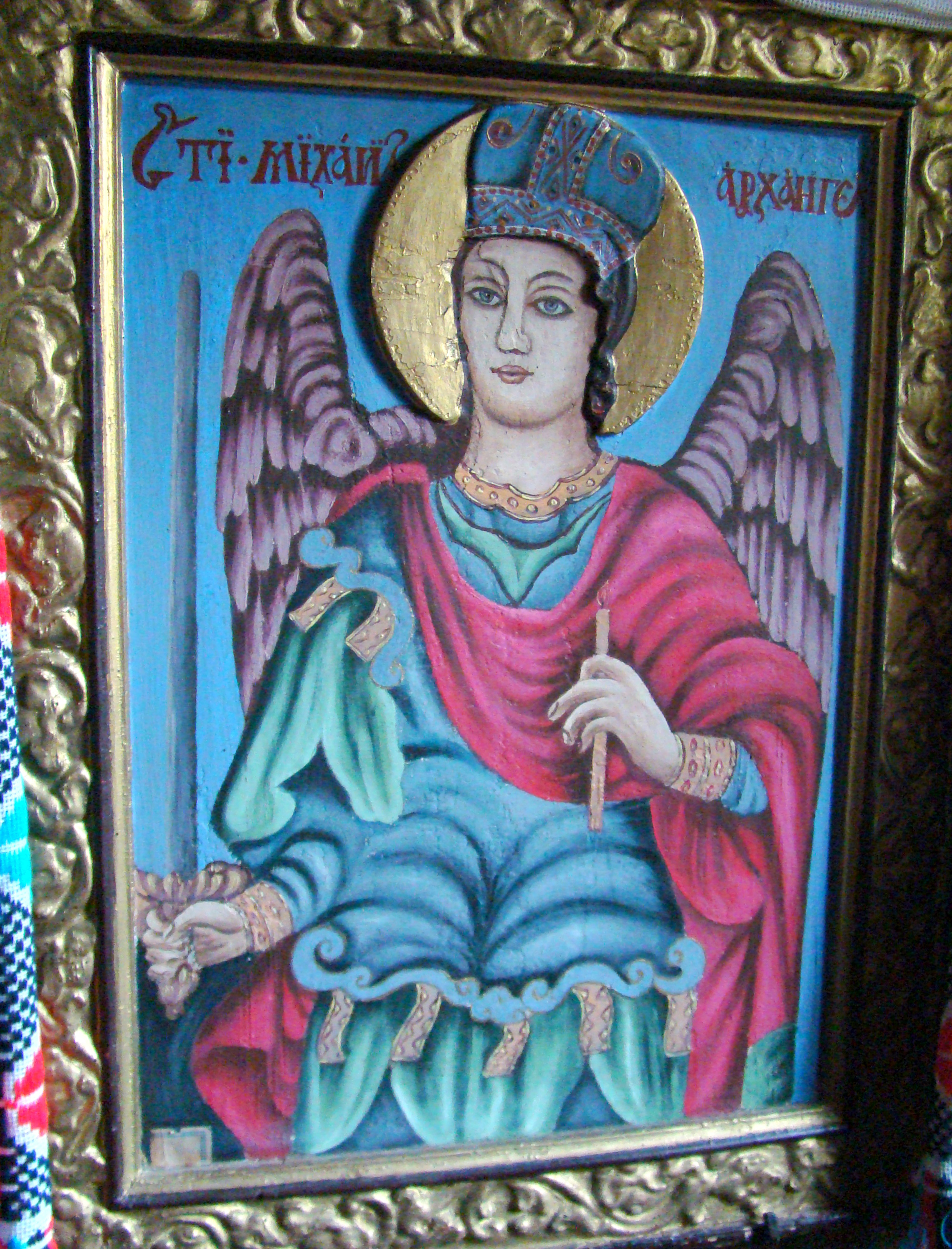

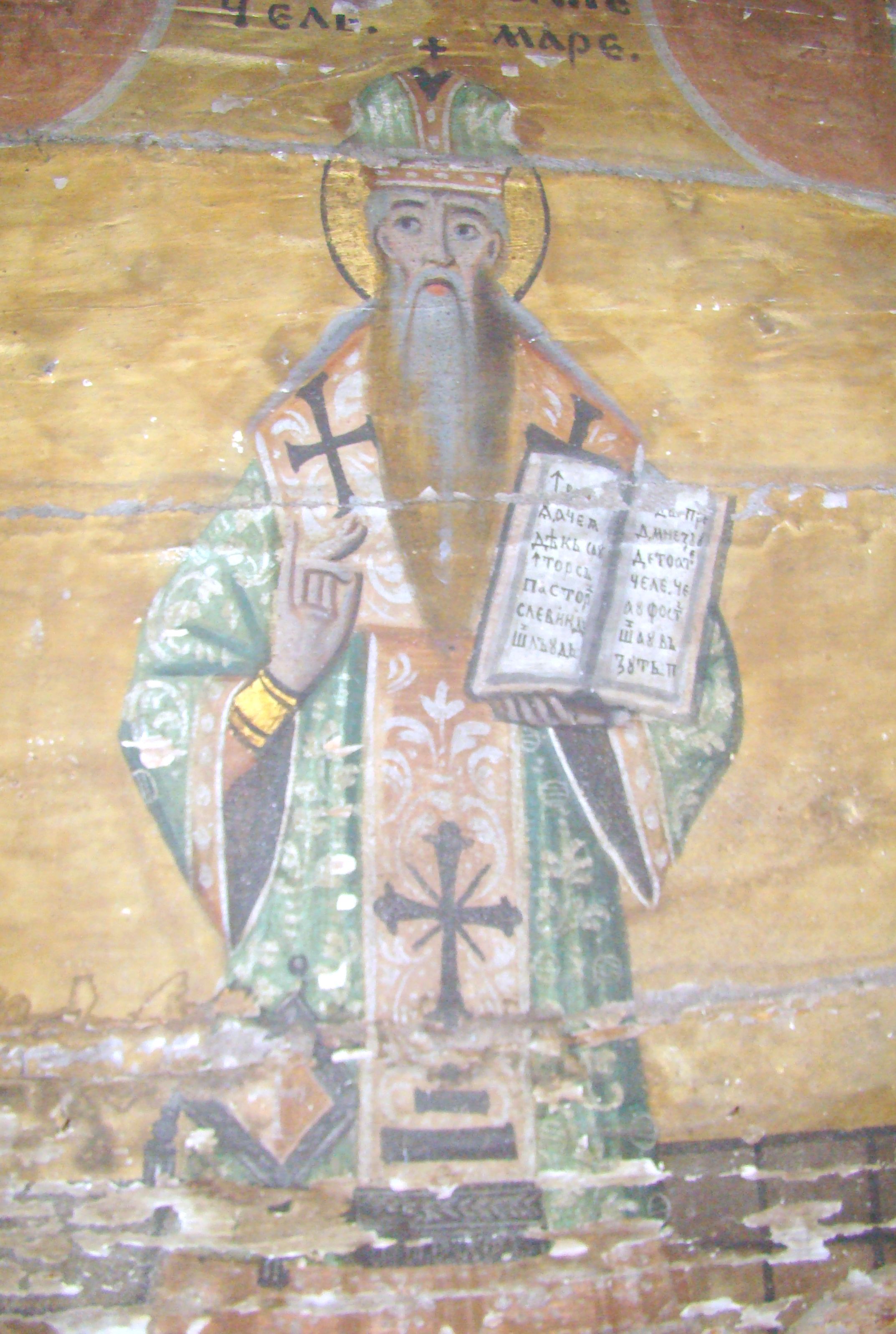

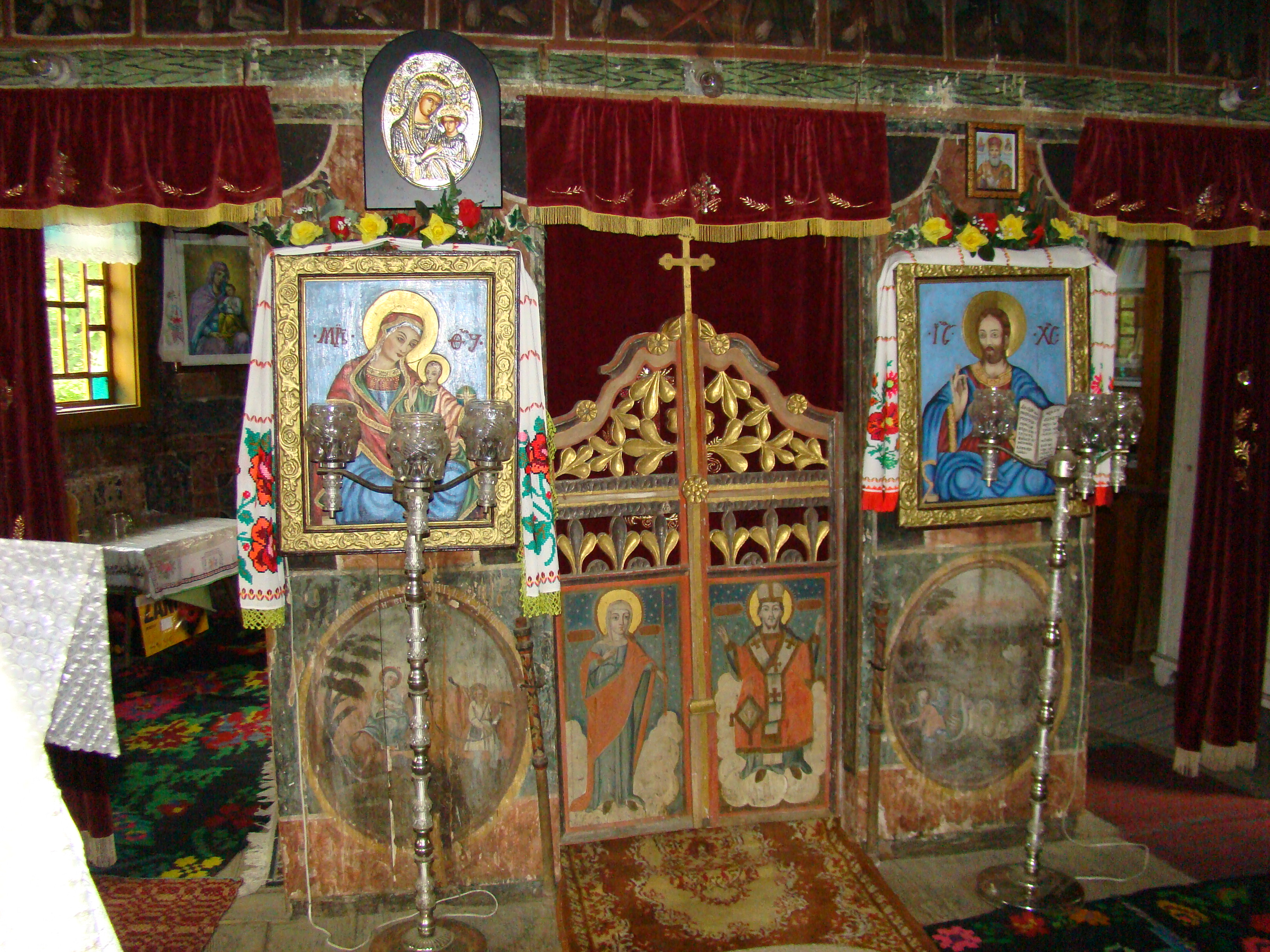

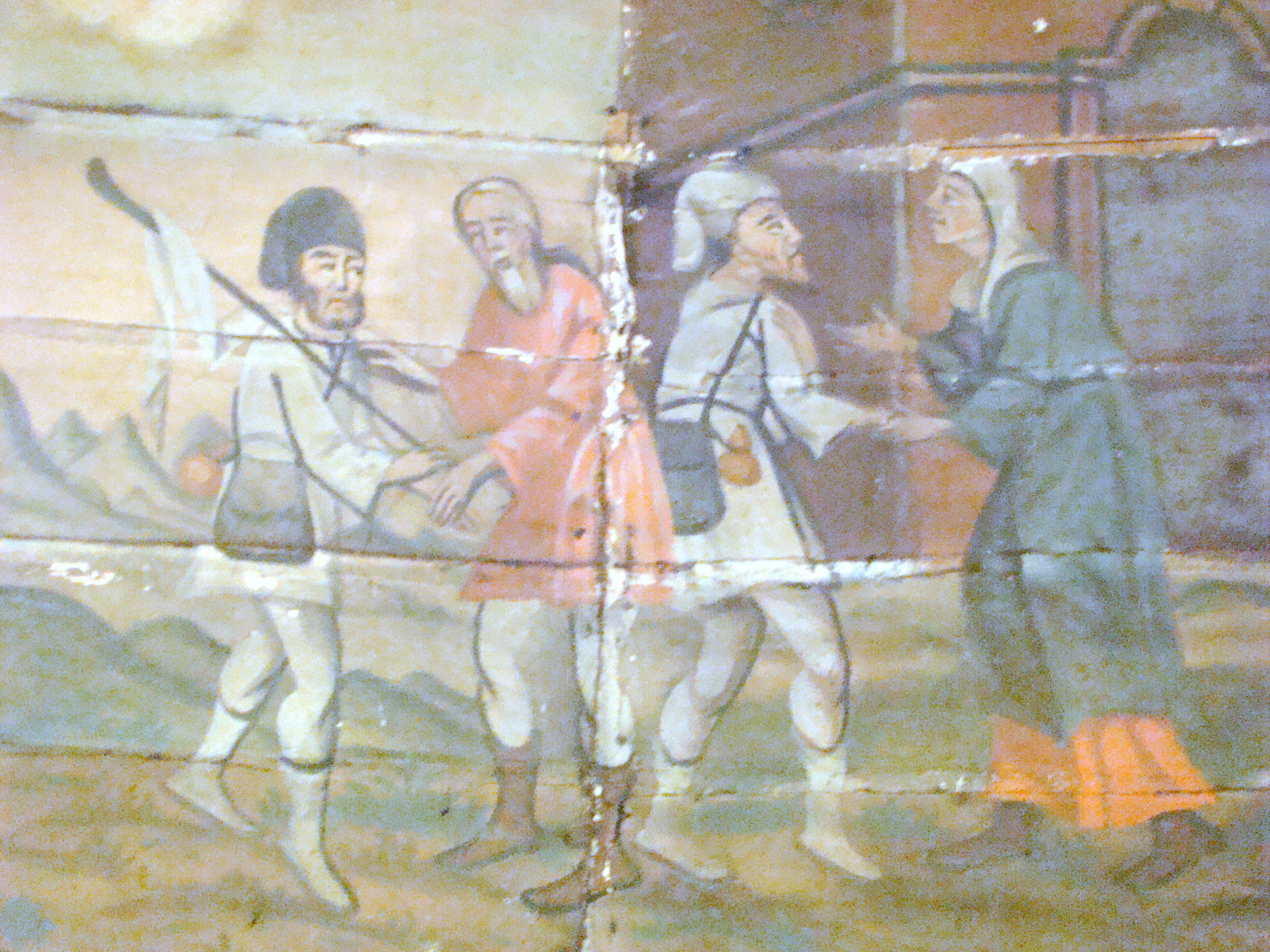

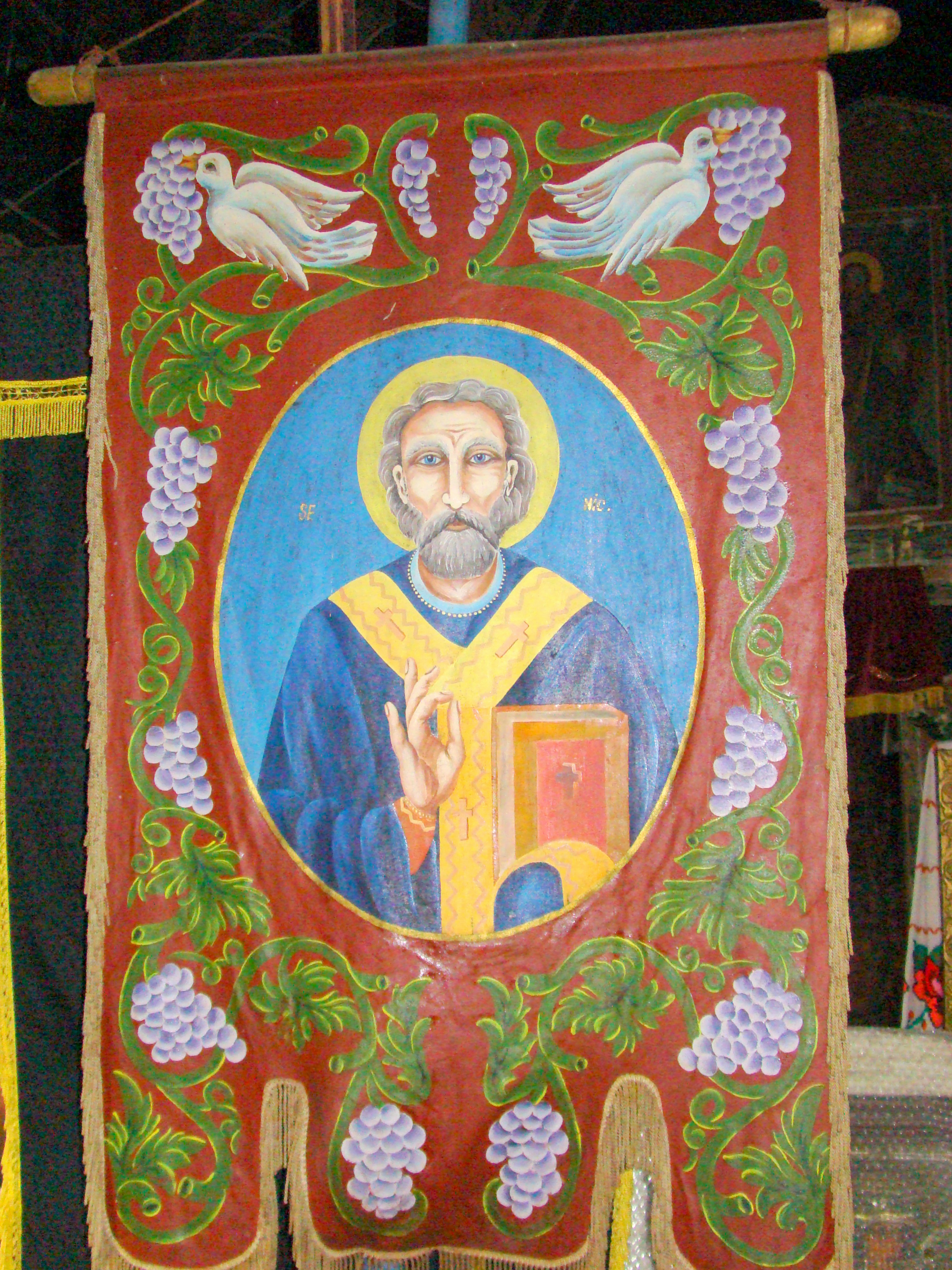

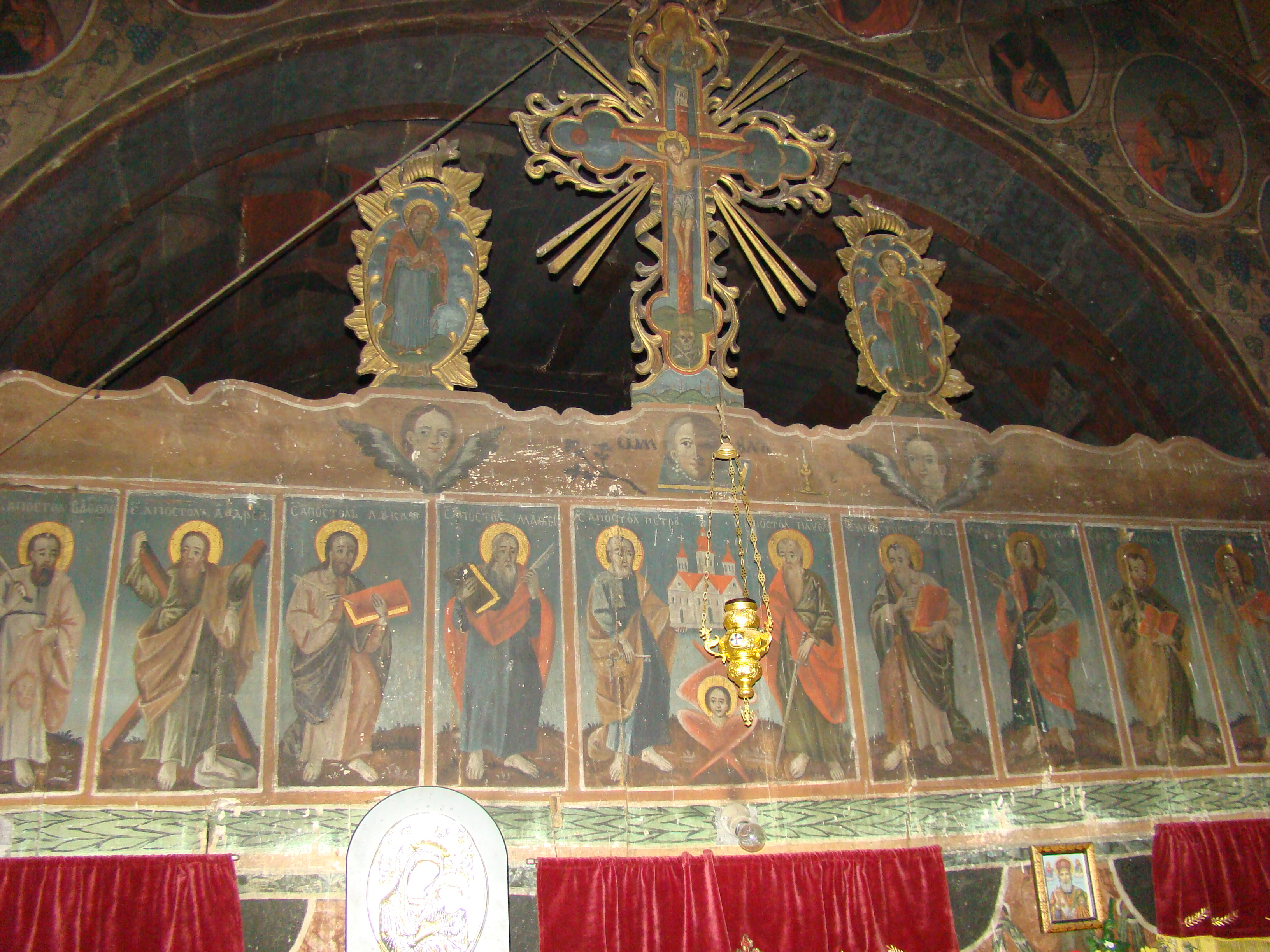

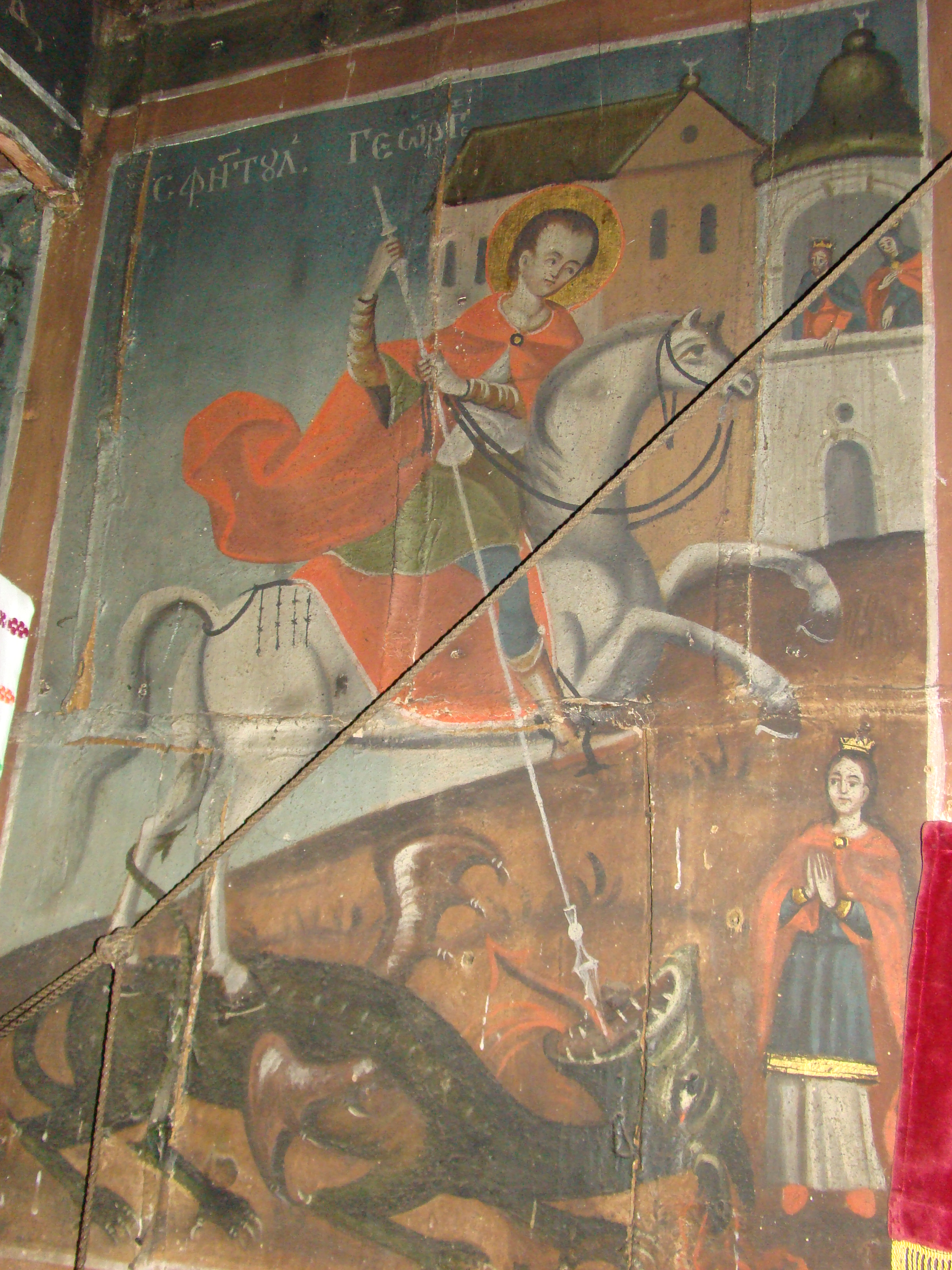

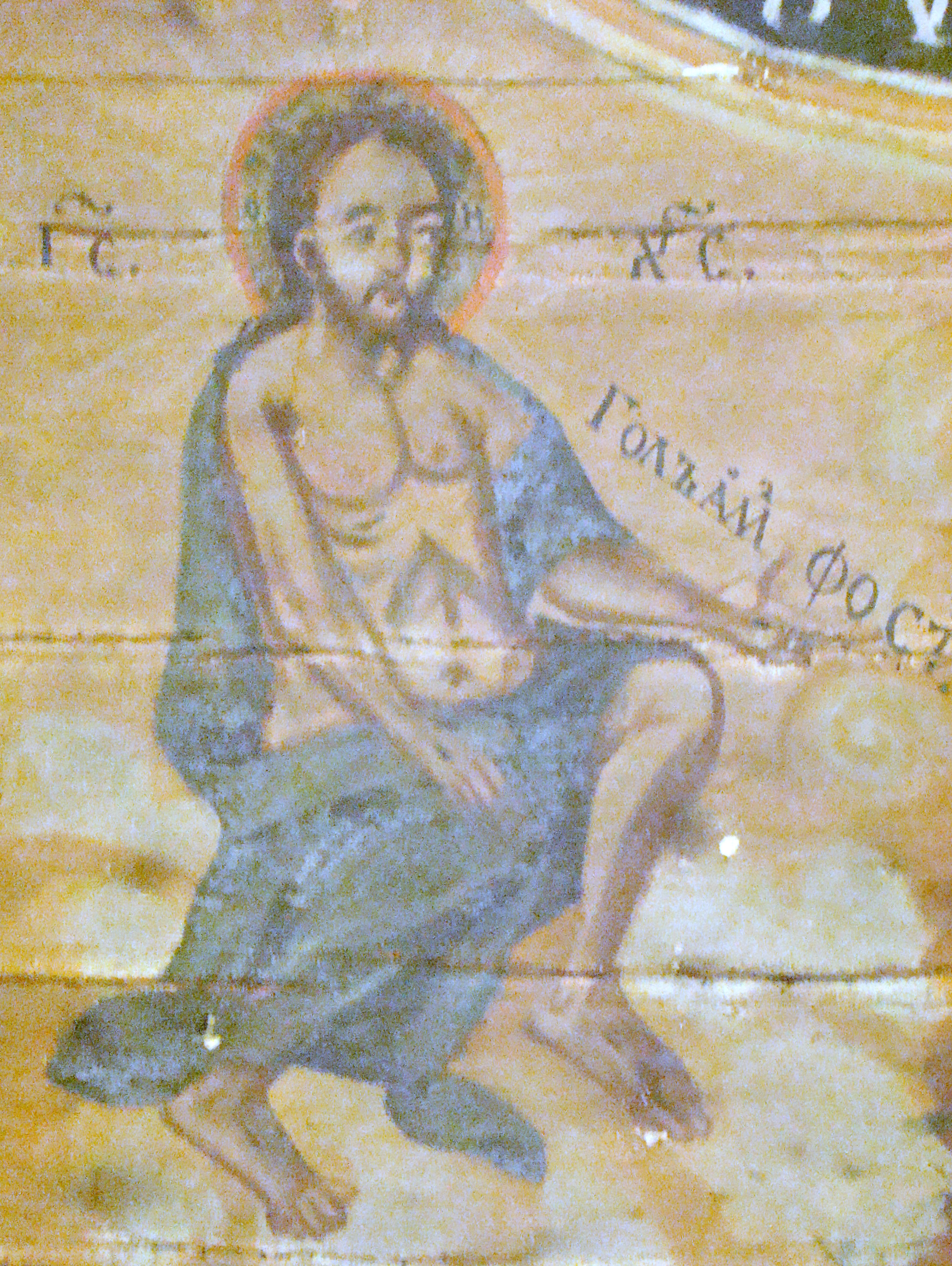

Biserica de lemn din Poieni, comuna Pietroasa, județul Timiș a fost construită în anul 1759 și a fost pictată în 1812. Are hramul „Cuvioasa Paraschiva” și se află pe noua listă a monumentelor istorice sub codul LMI  TM-II-m-A-06274.

## Istoric și trăsături
Satul Poieni este situat la aproximativ 30 de km NE de Făget și aparține de comuna Pietroasa, pe cursul râului Bega, în vecinătatea județului Hunedoara. După tradiție satul a fost situat în locul numit în prezent Trifești, locuitorii trăind în ținuturi muntoase cu poieni întinse, de unde și numele de Poieni, dat ulterior. Locuitorii se ocupau cu agricultura, creșterea animalelor și în special cu exploatarea lemnului. Biserica a fost construită în 1759, din lemn, pictată în 1812, iar tradiția spune că a existat o altă biserică pe dealul din vecinătatea satului, care a fost demolată odată cu construirea actualei biserici. Probabil că inițial a fost acoperită cu șindrilă, apoi cu tablă, iar în 1982 a fost renovată și acoperită din nou cu șindrilă, la fel și pereții. Pictura a fost lucrată pe pânză, în ulei și apoi lipită pe pereți și boltă, fiind executată de pictorul Petre Nicolici în anul 1812. Biserica a fost sfințită în anul 1926 de către arhimandritul Filaret Musta. Curentul electric a fost introdus în biserică în anul 1969 și tot atunci a fost schimbat hramul din Cuvioasa Paraschiva în Adormirea Maicii Domnului.

## Imagini din exterior

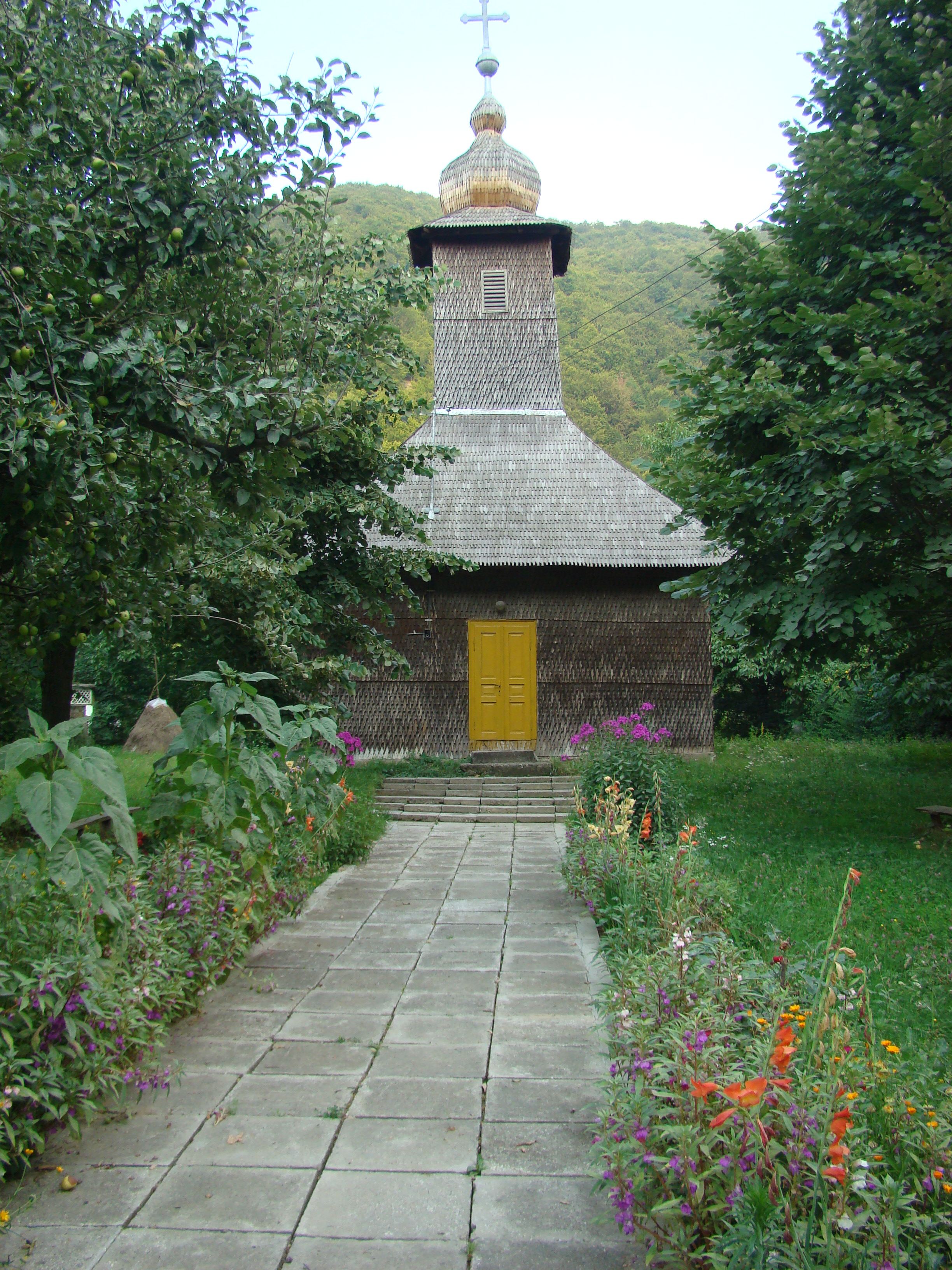
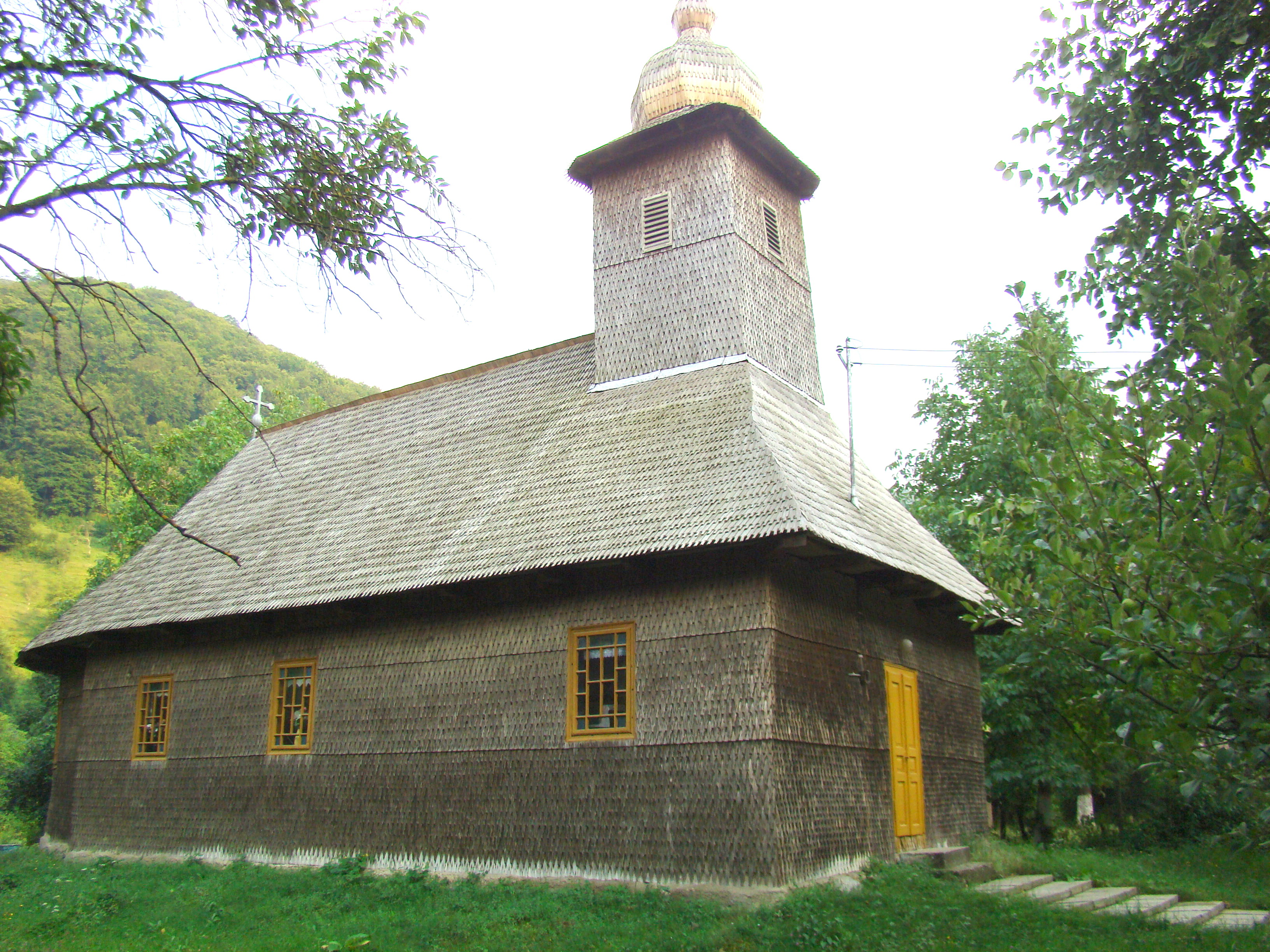
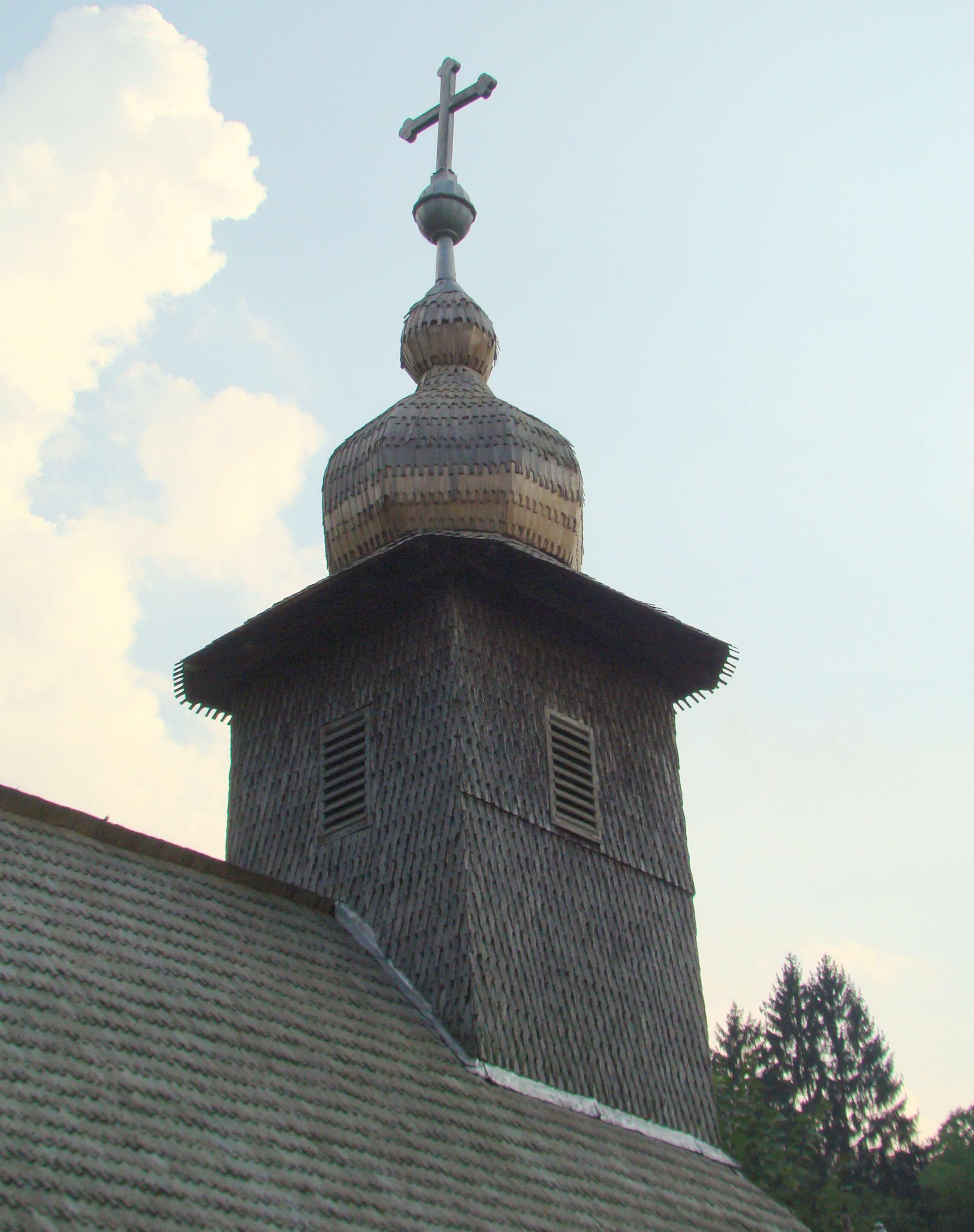
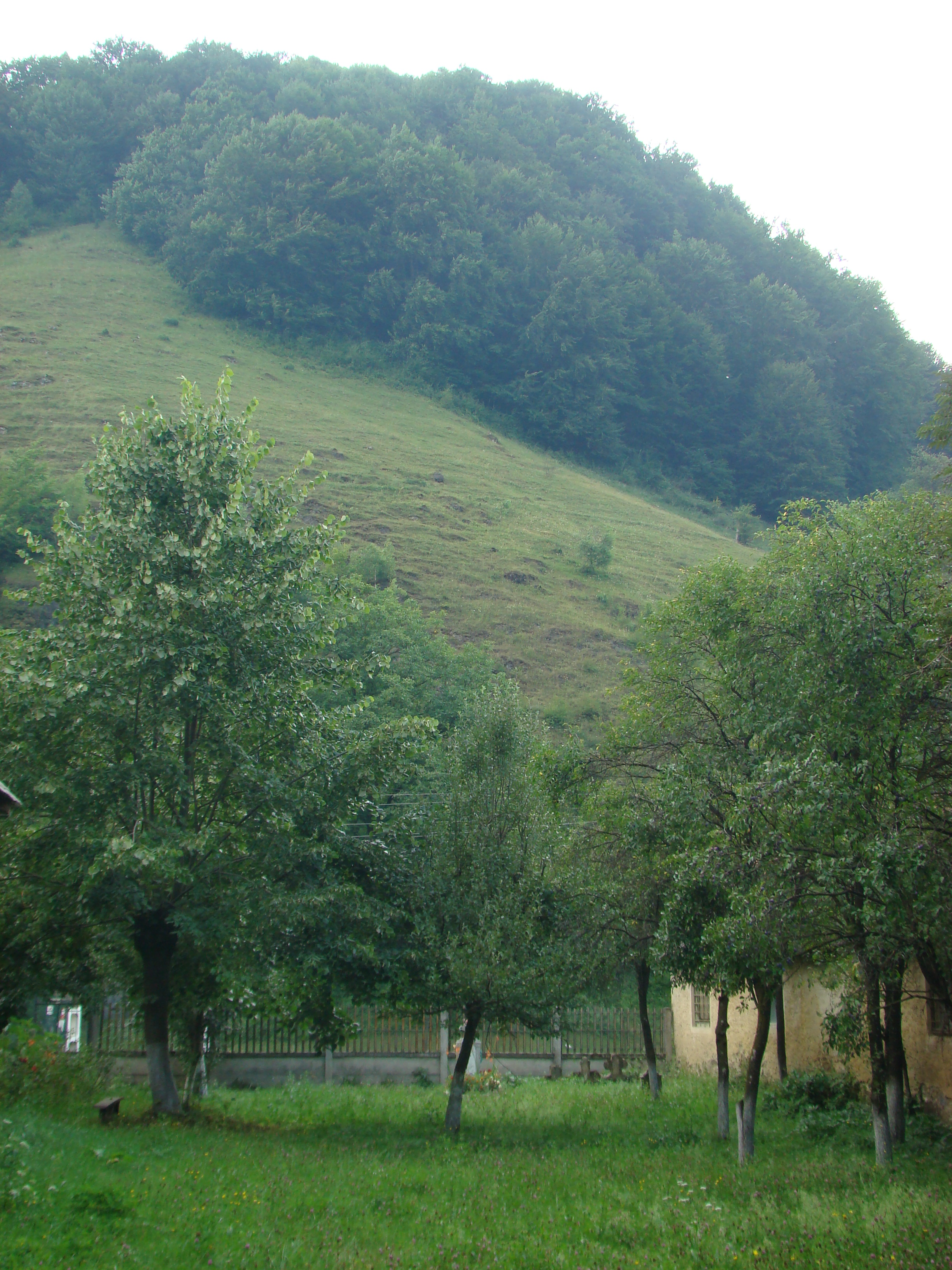
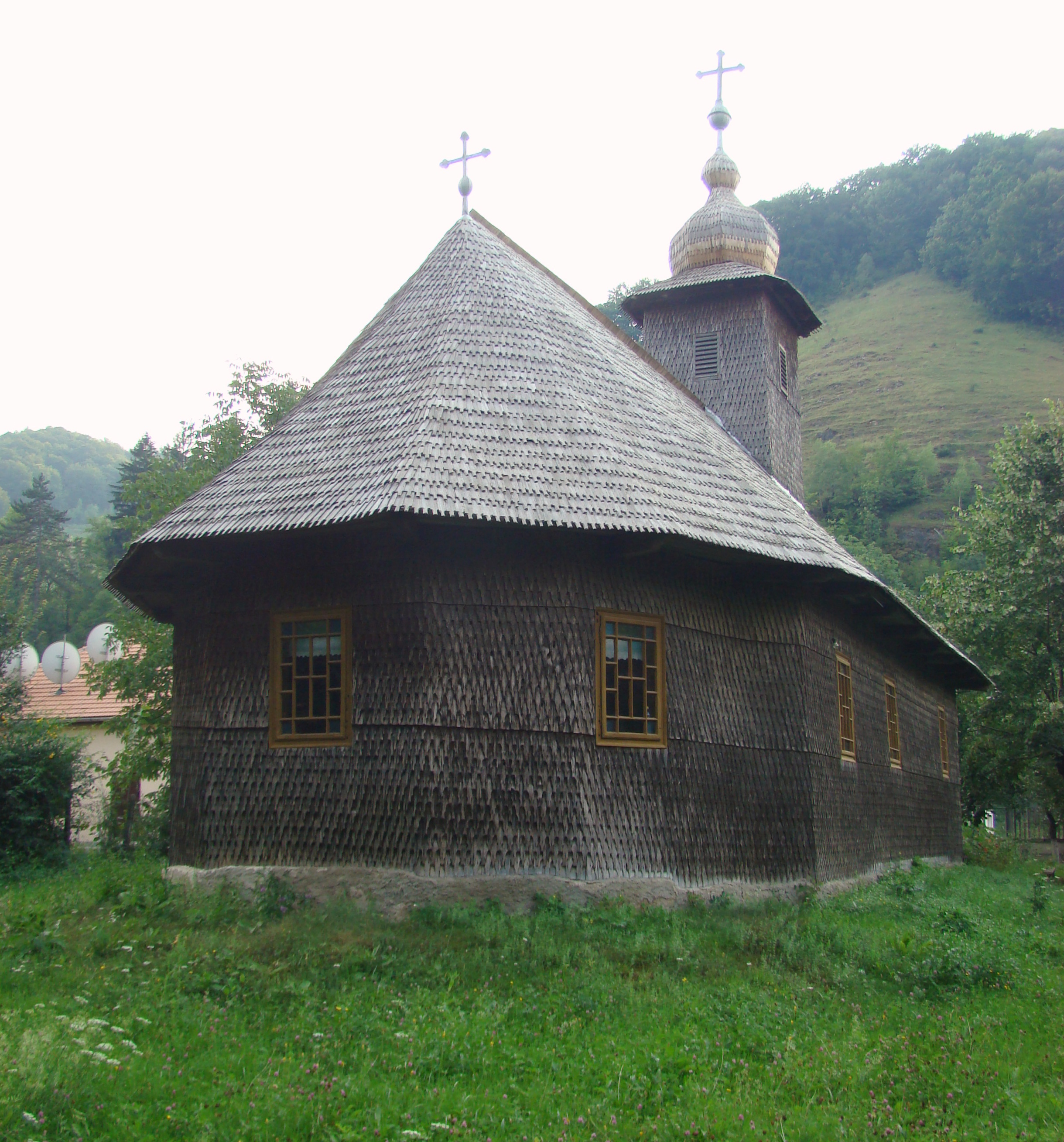
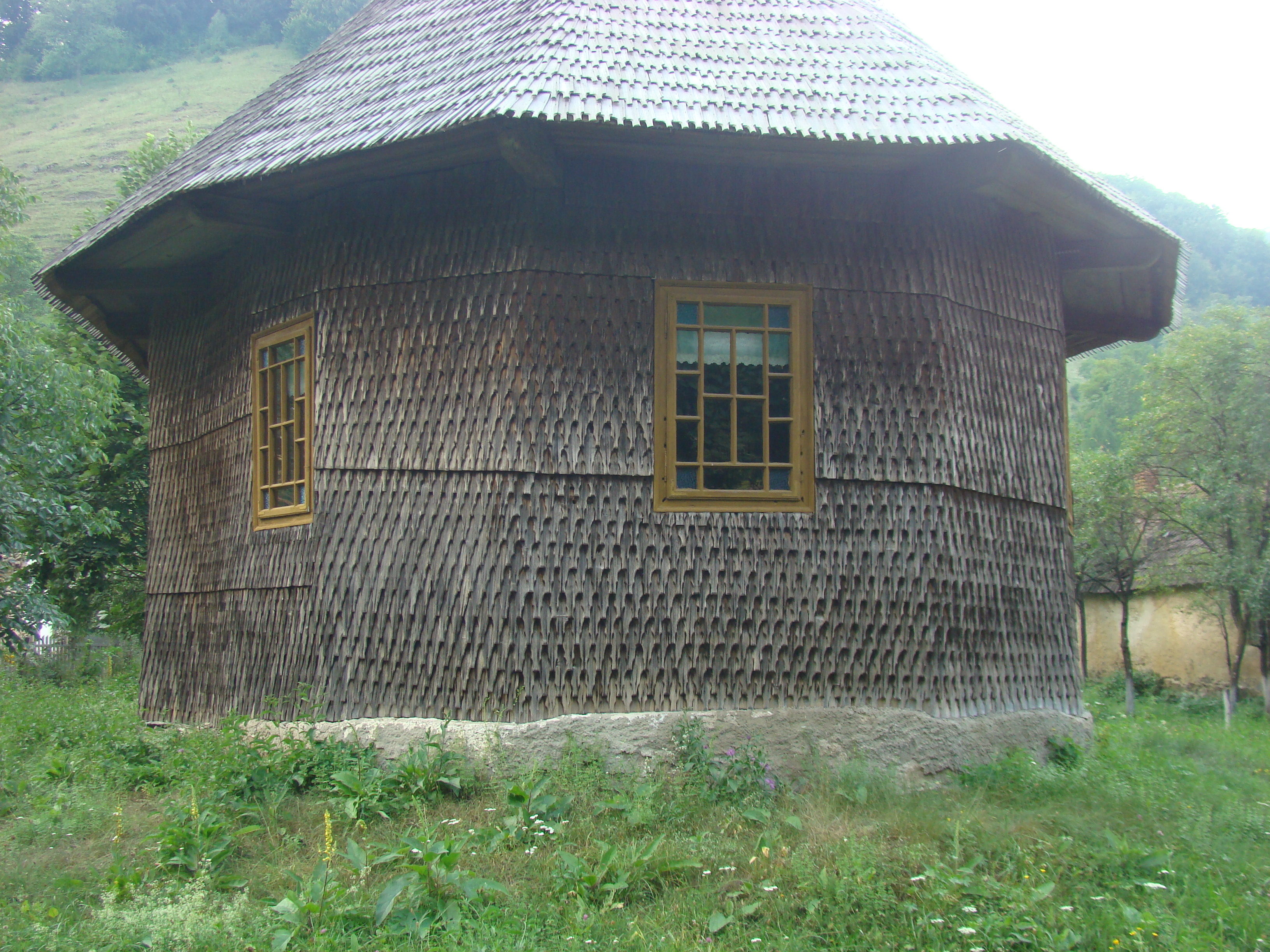
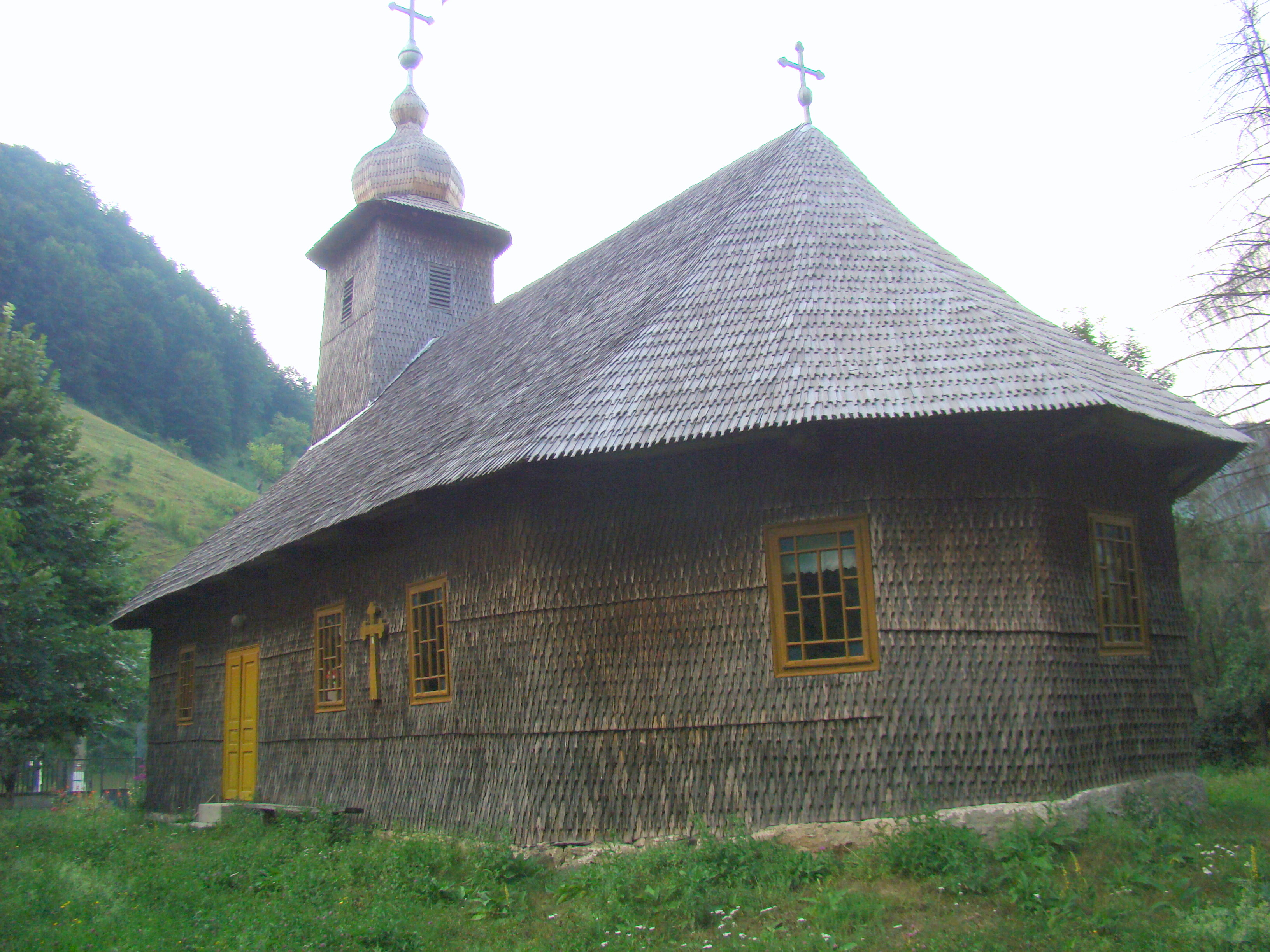
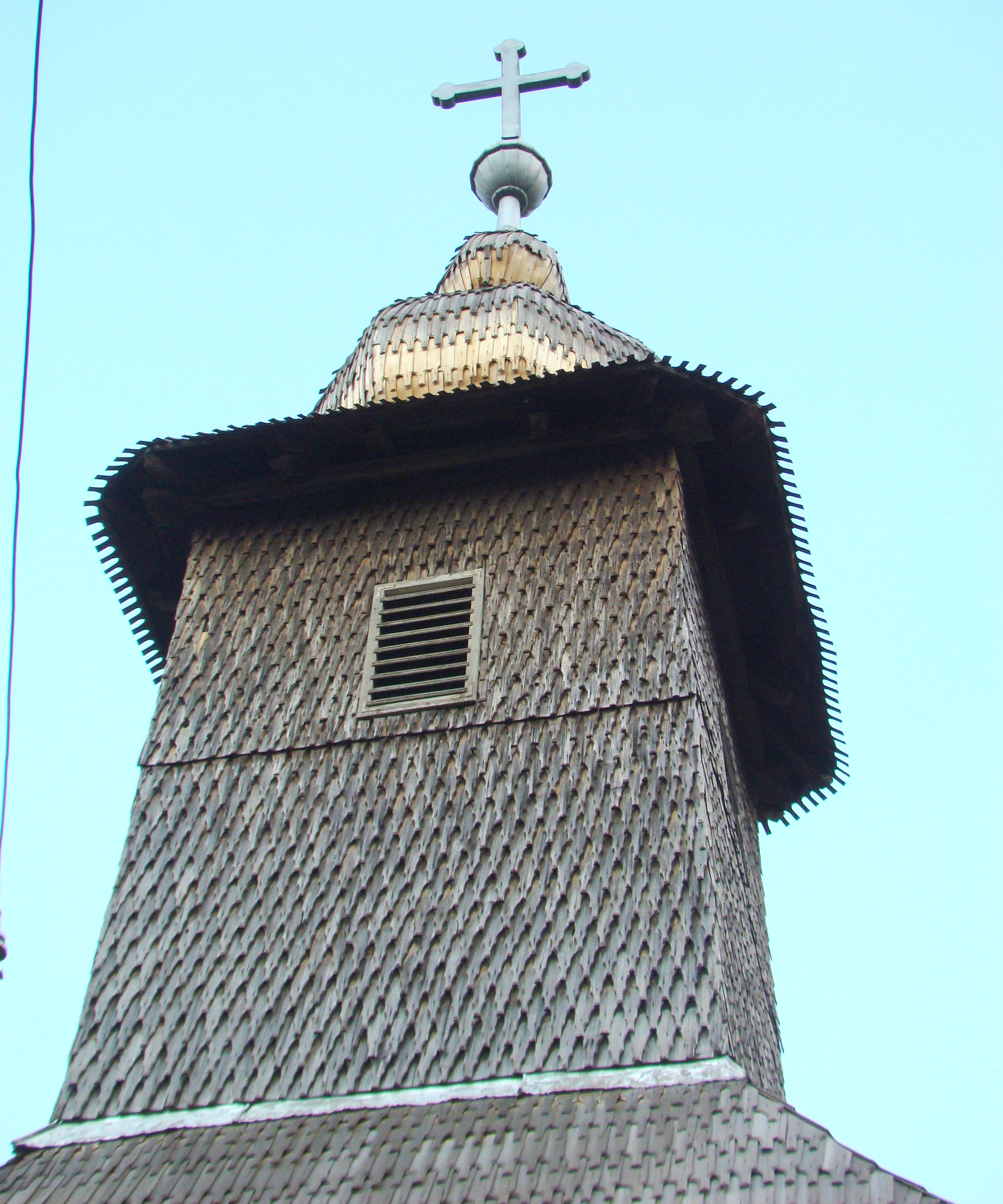

## Imagini din interior

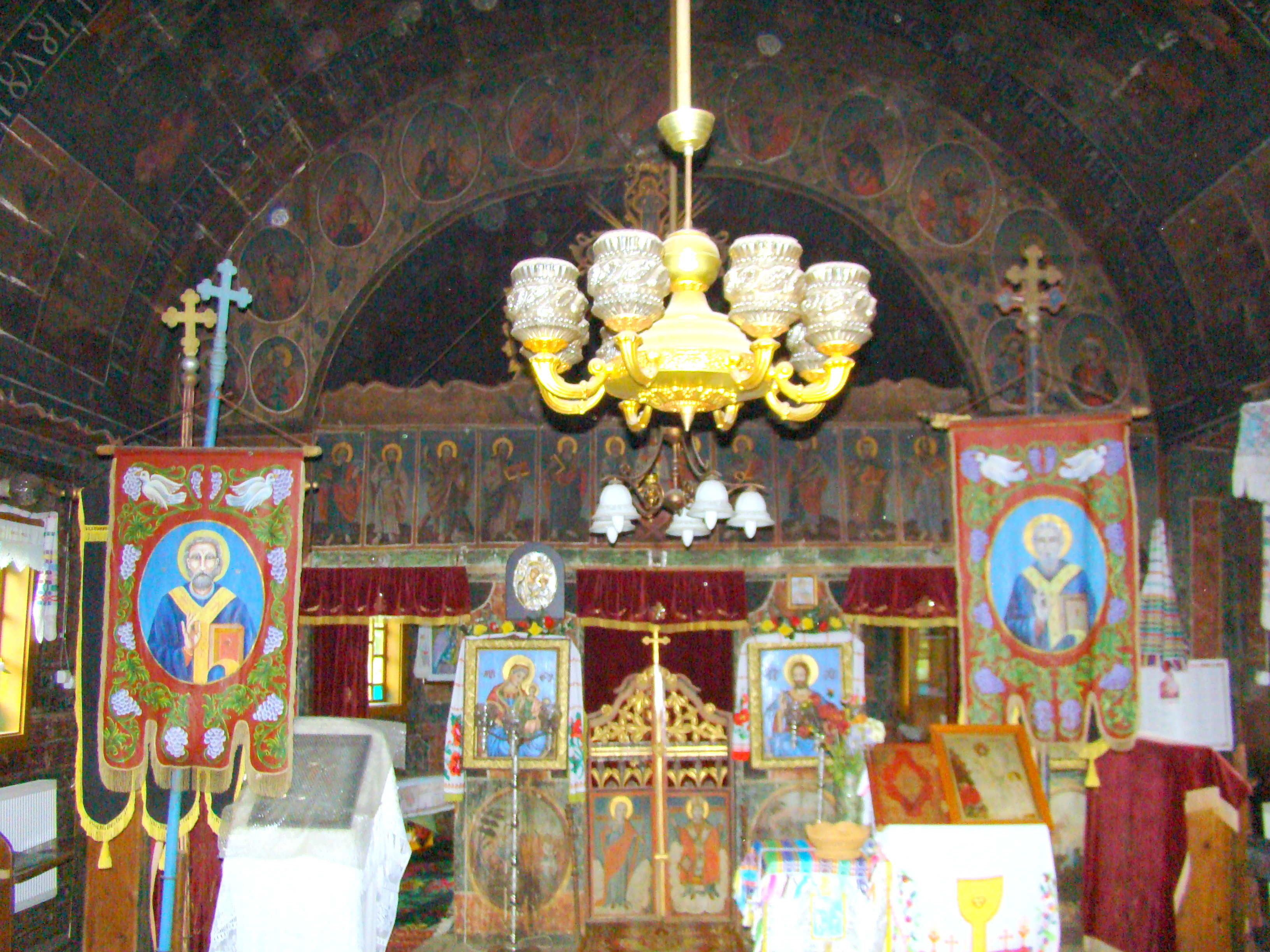
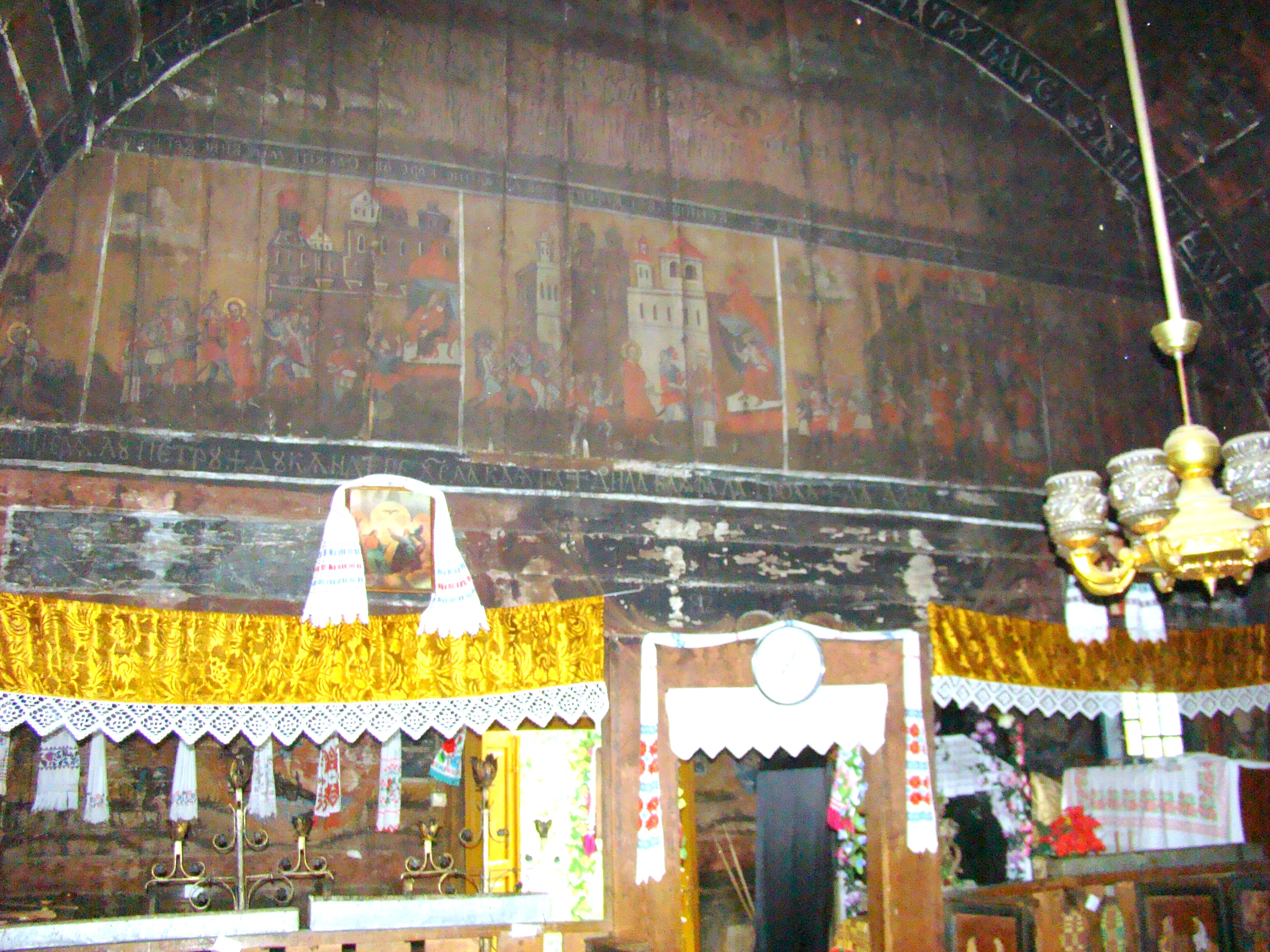
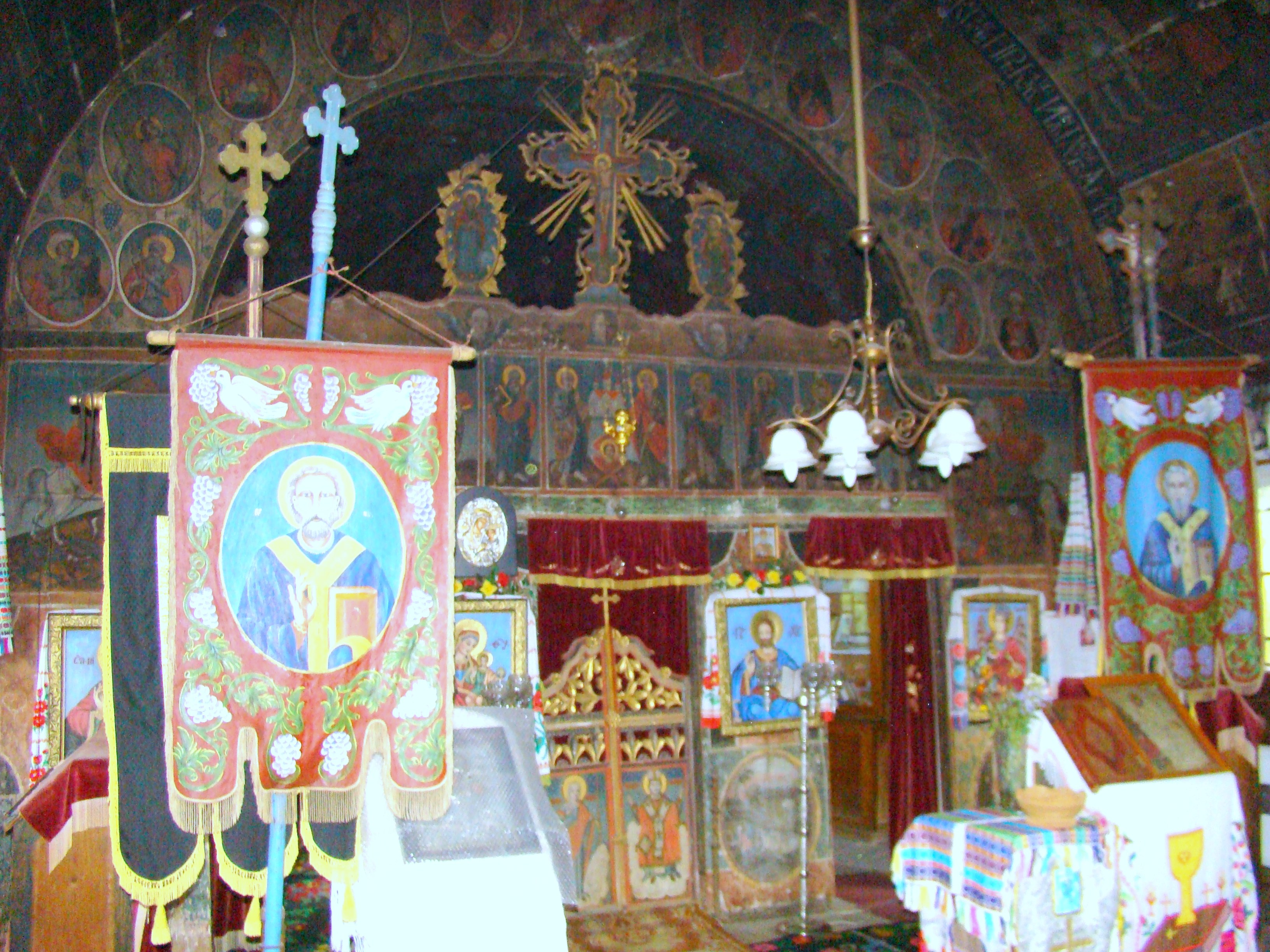
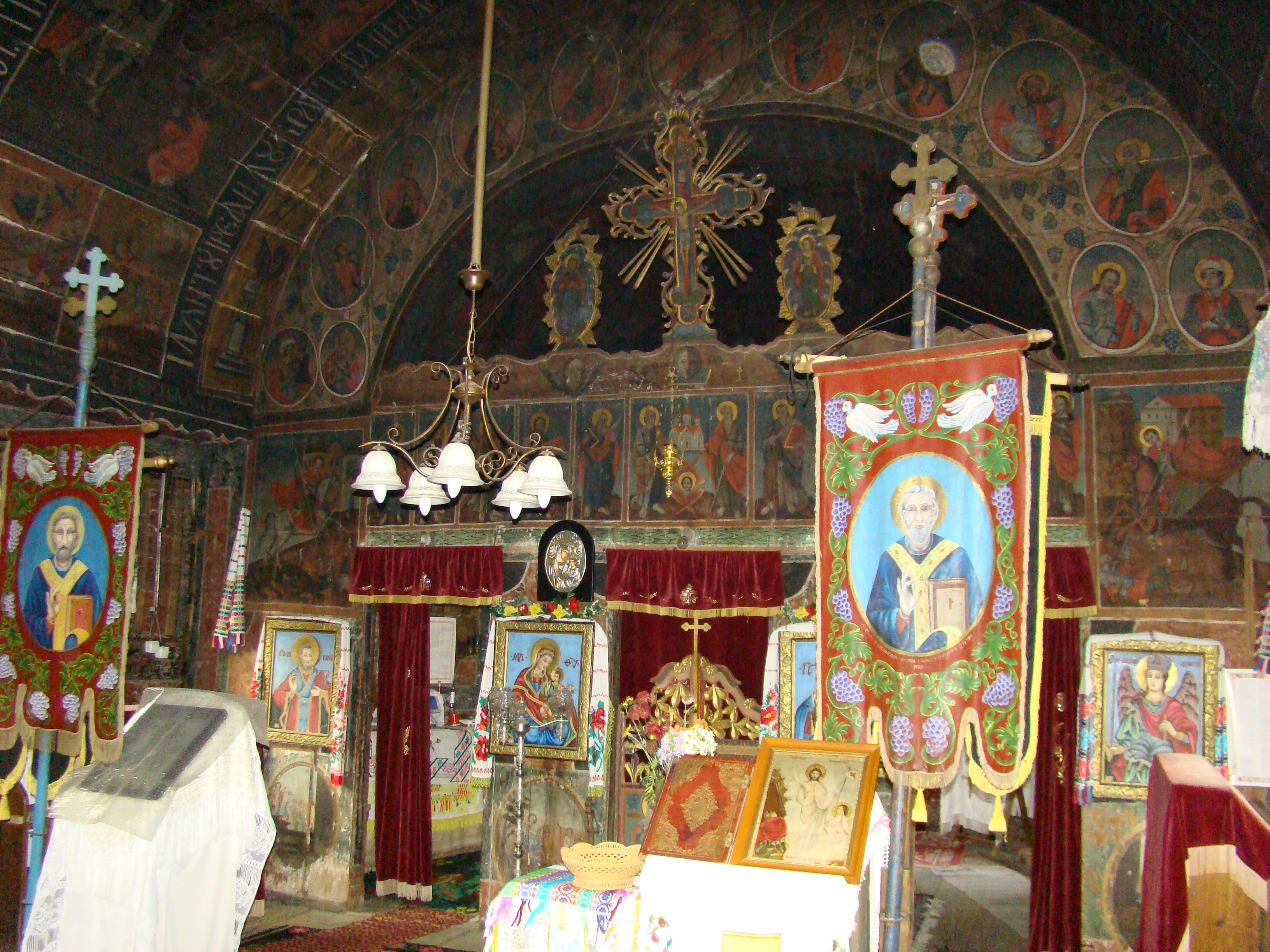
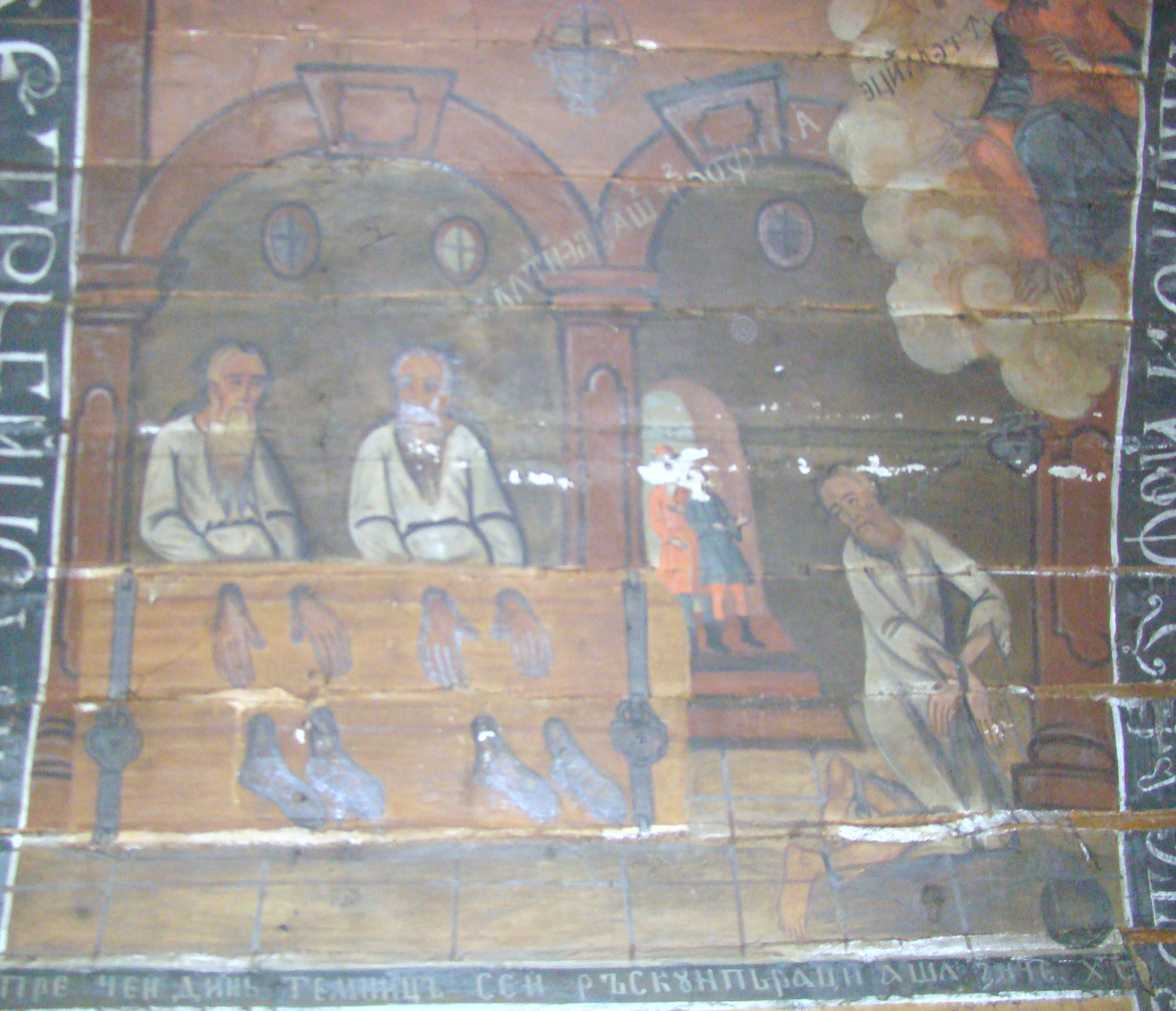
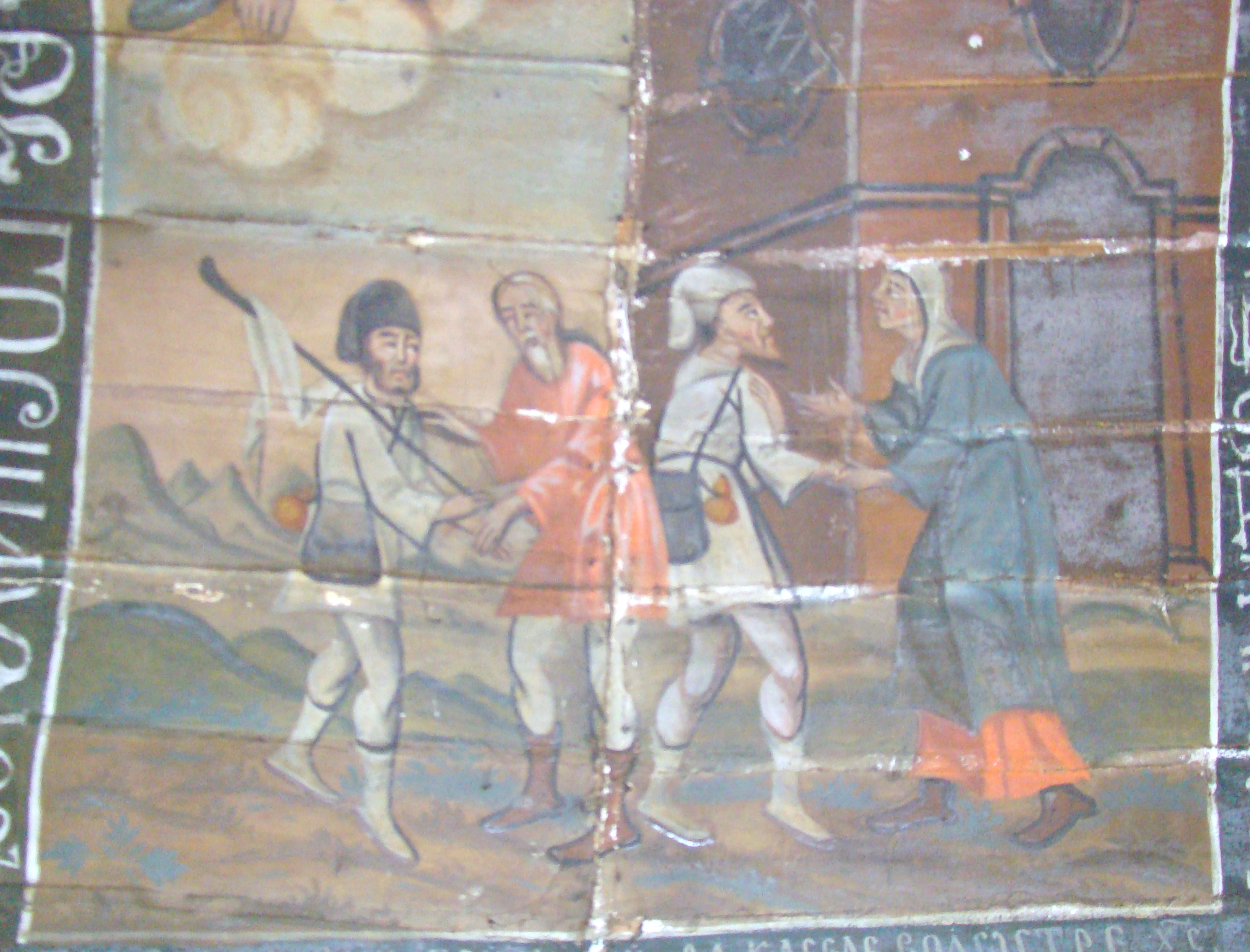
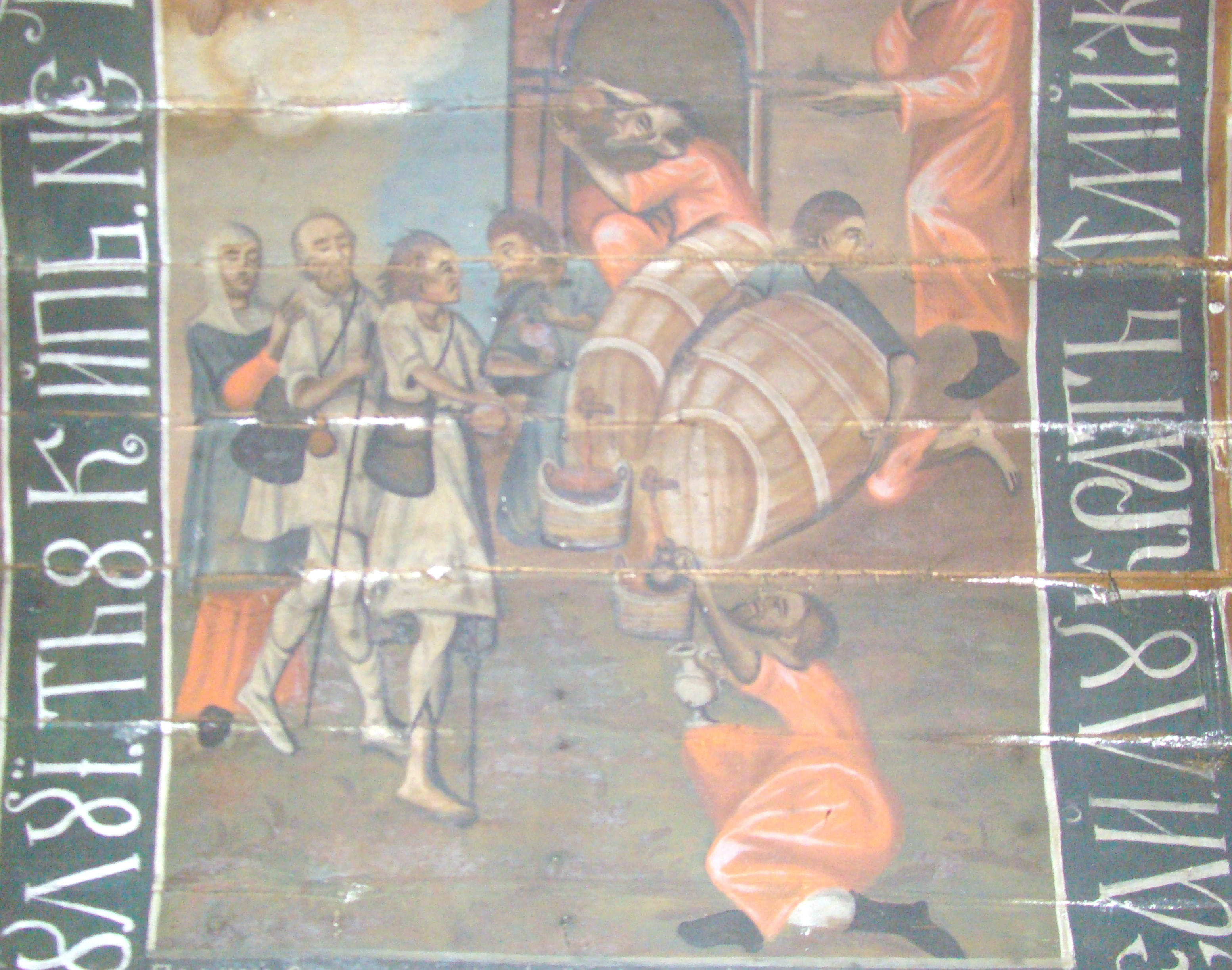
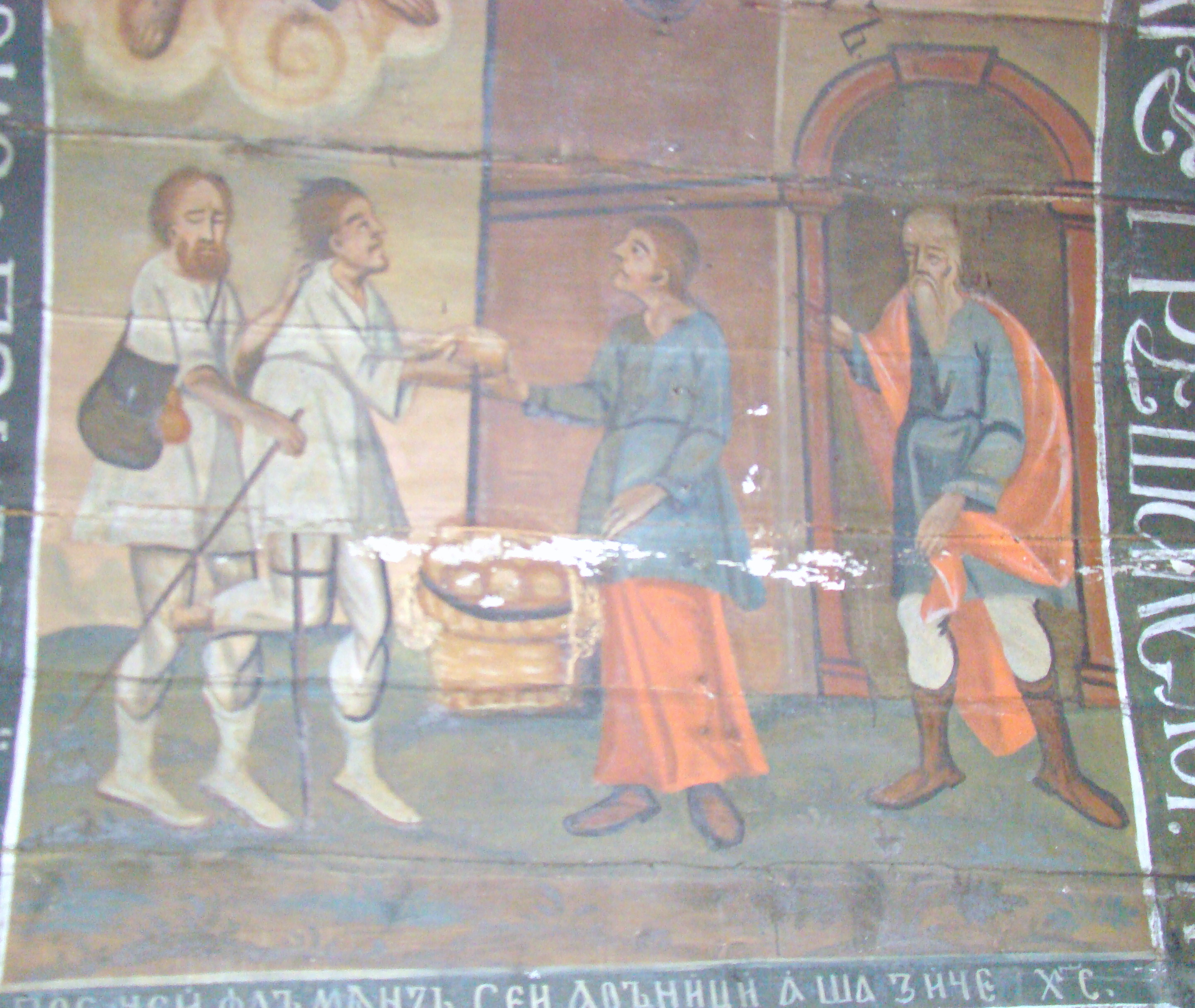
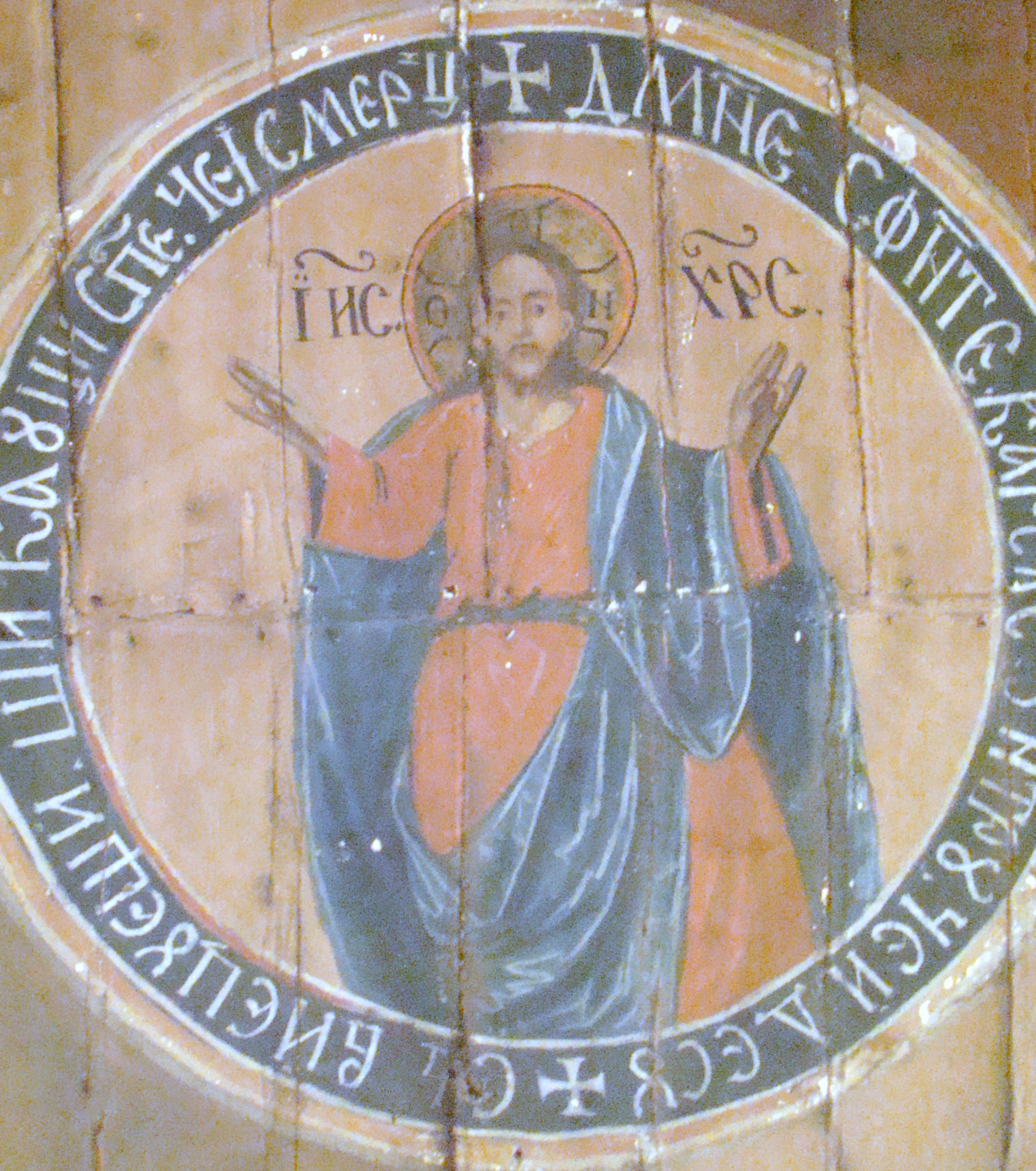
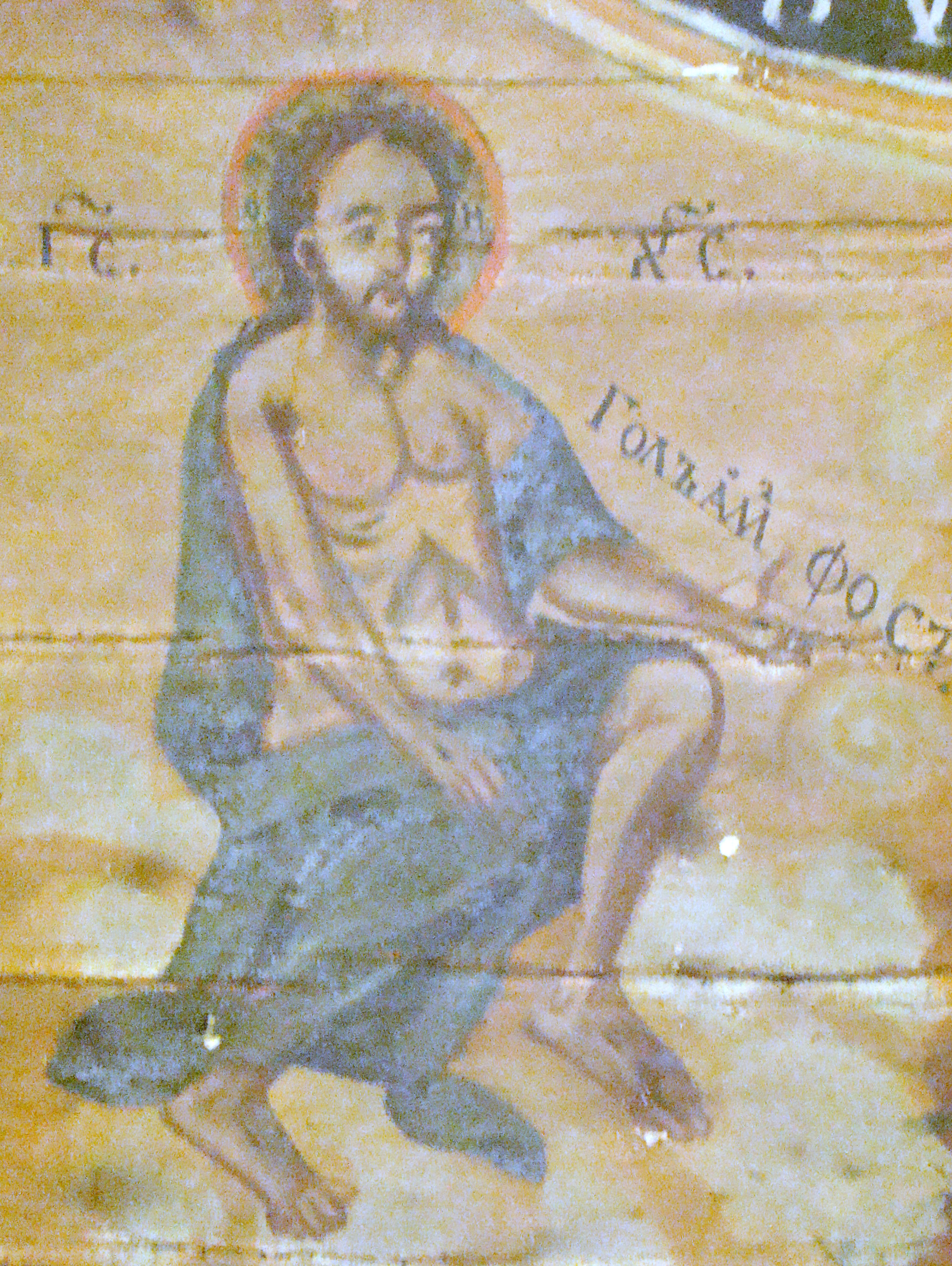
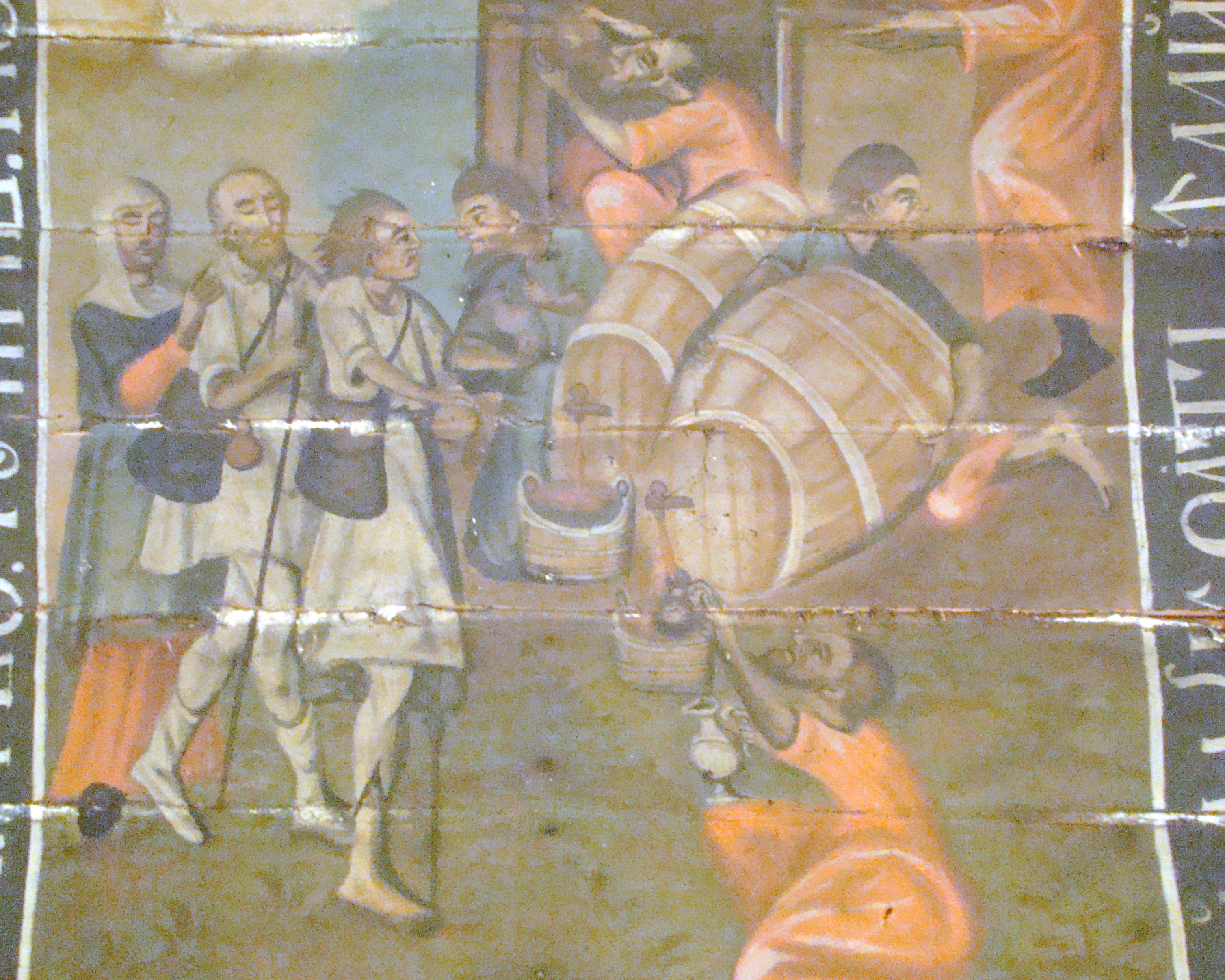
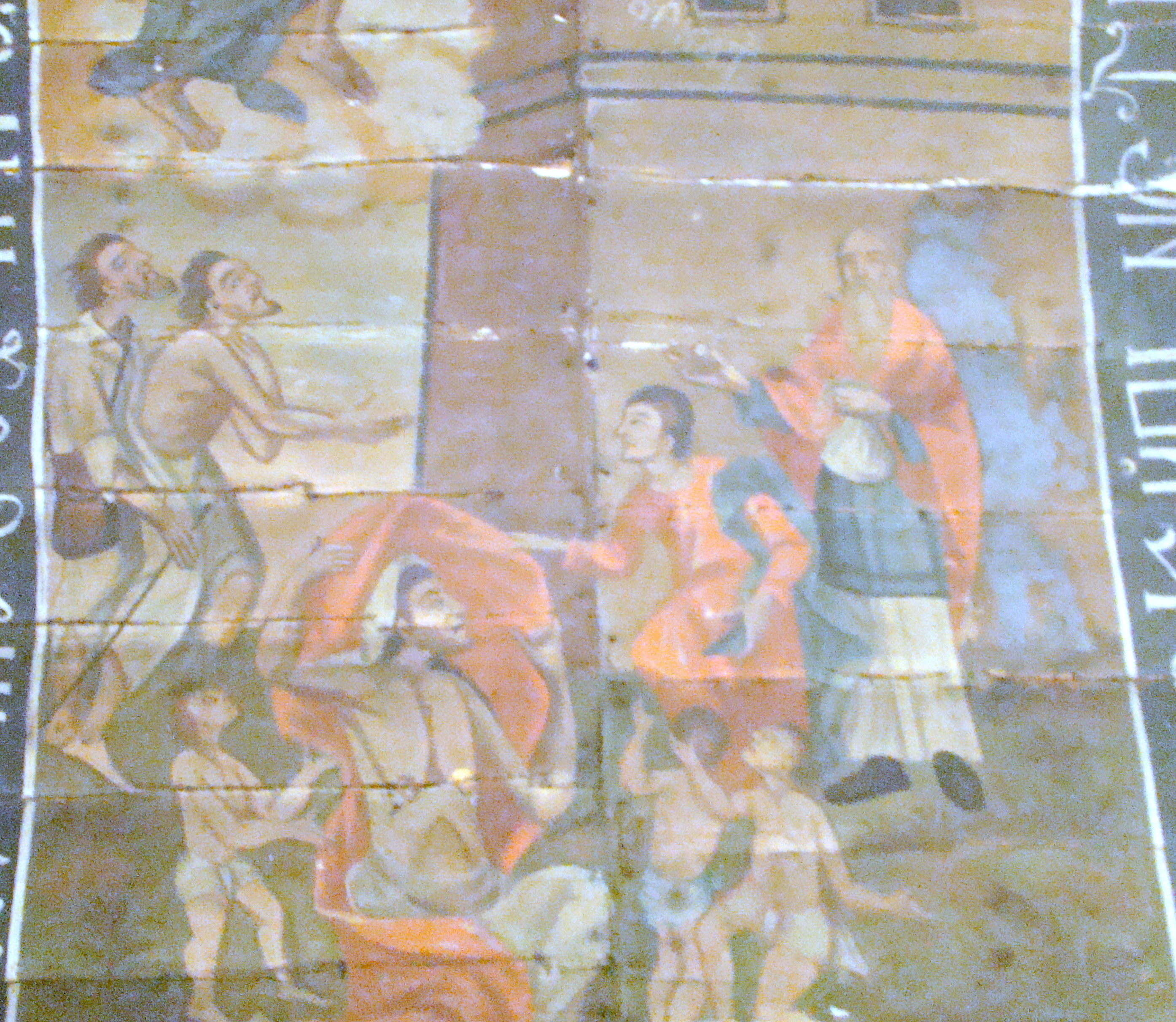
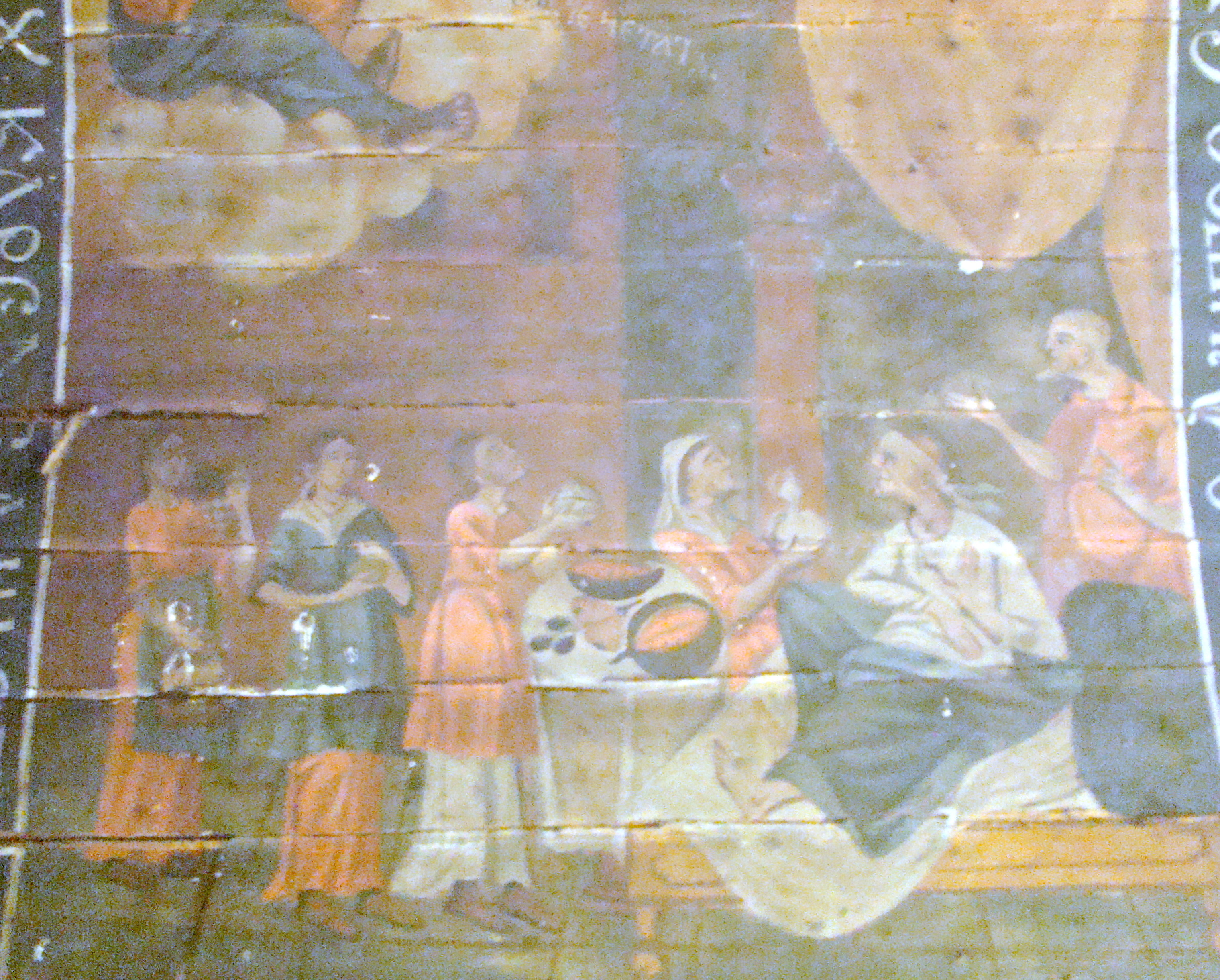
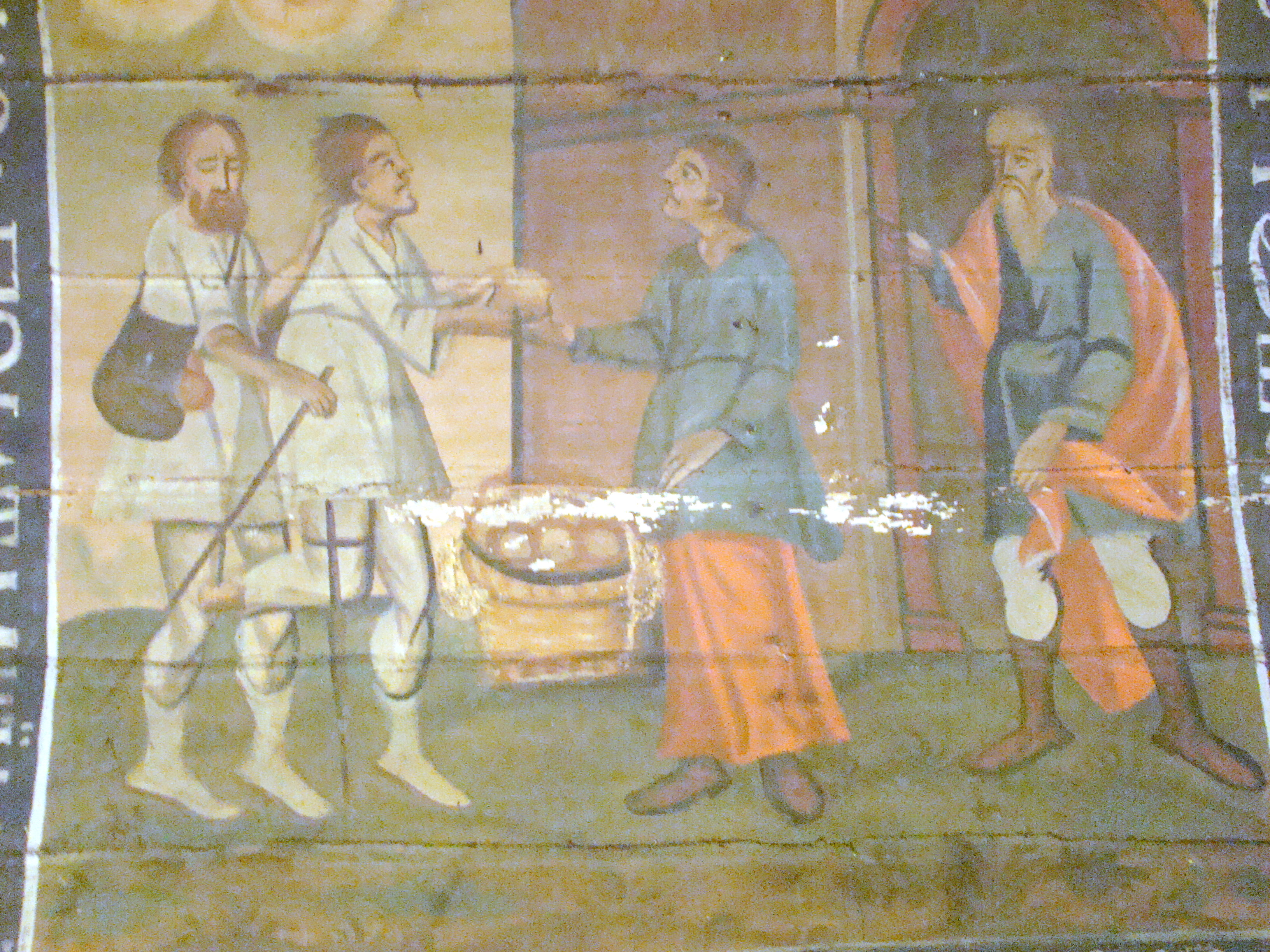
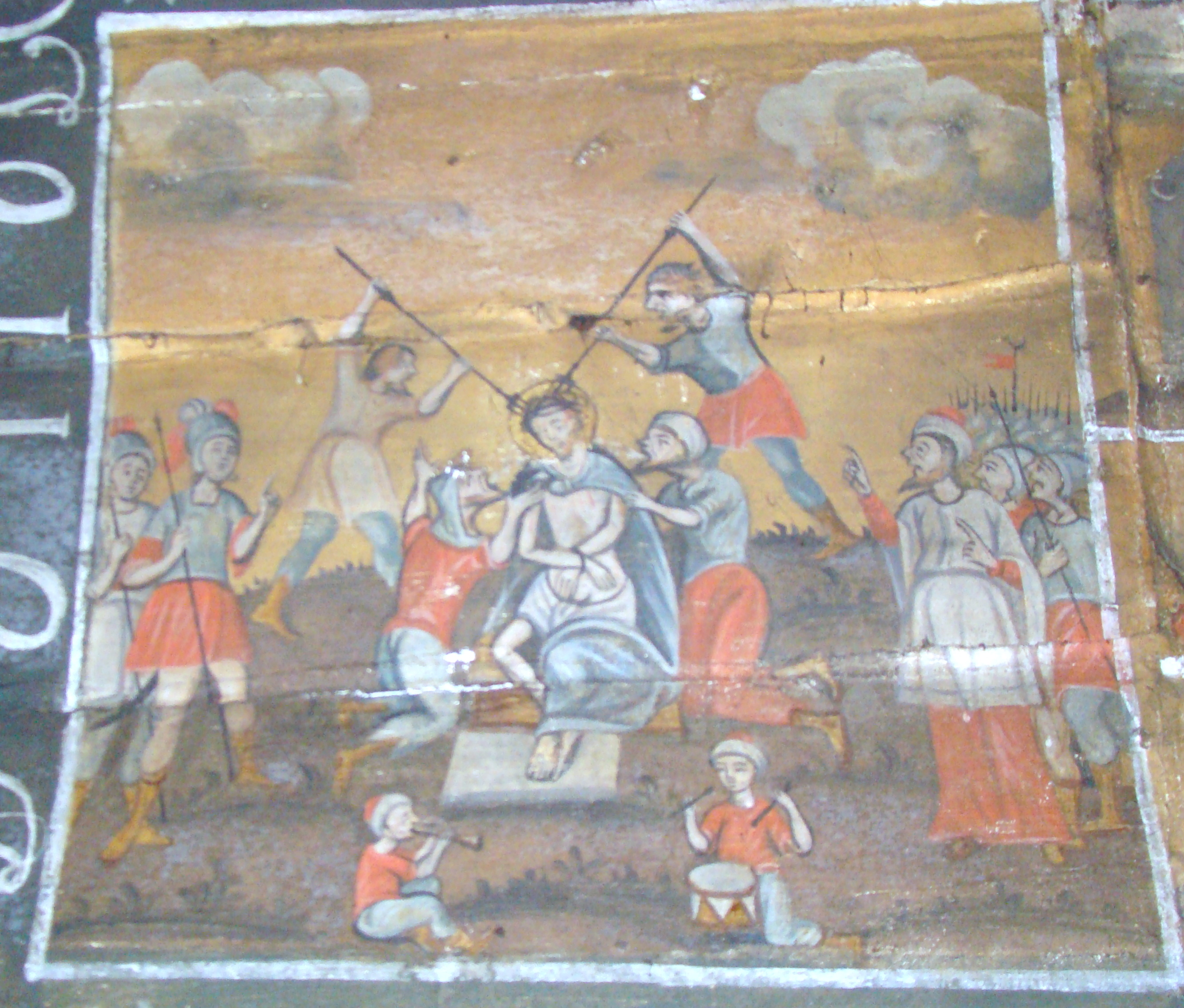
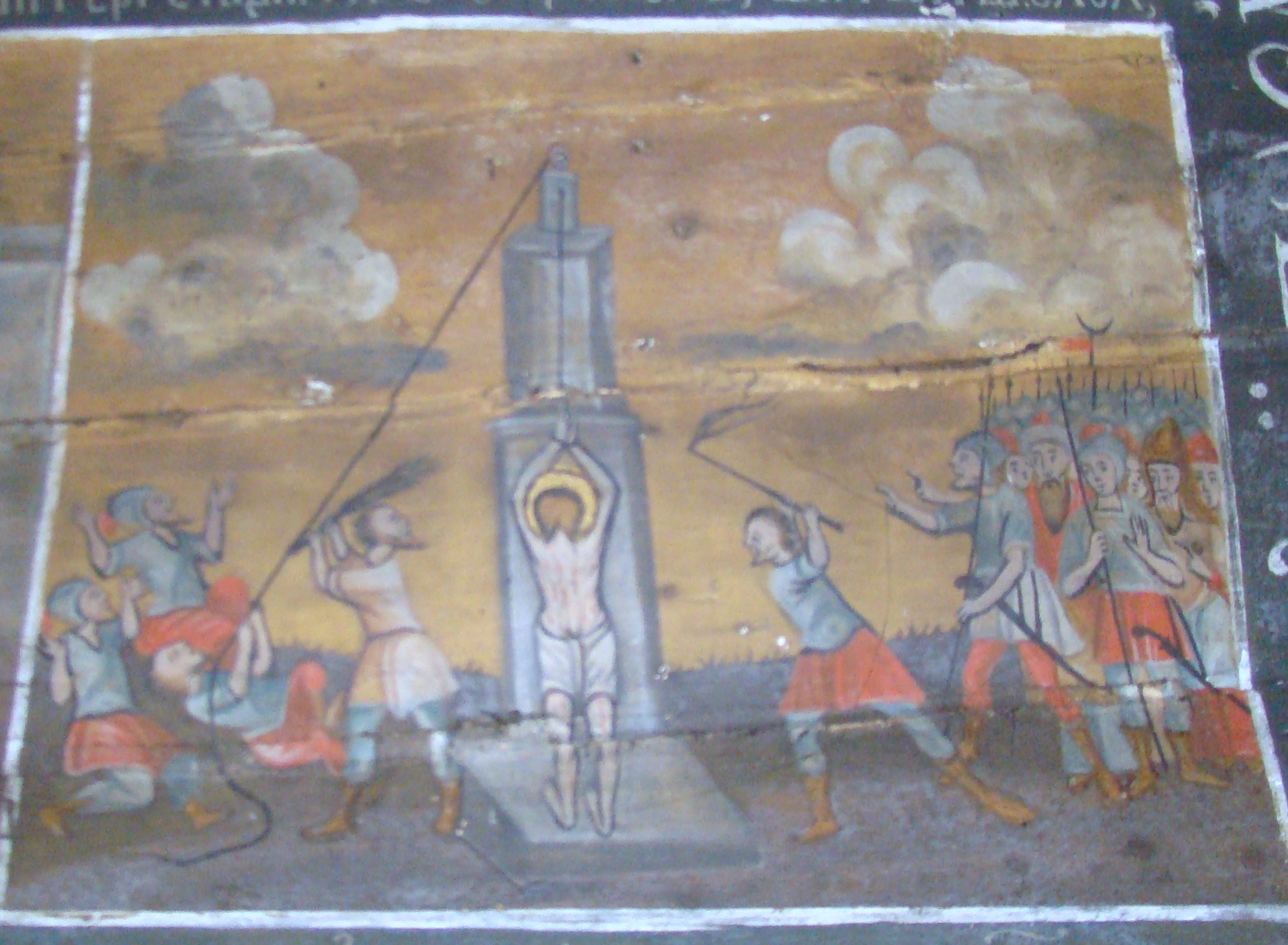
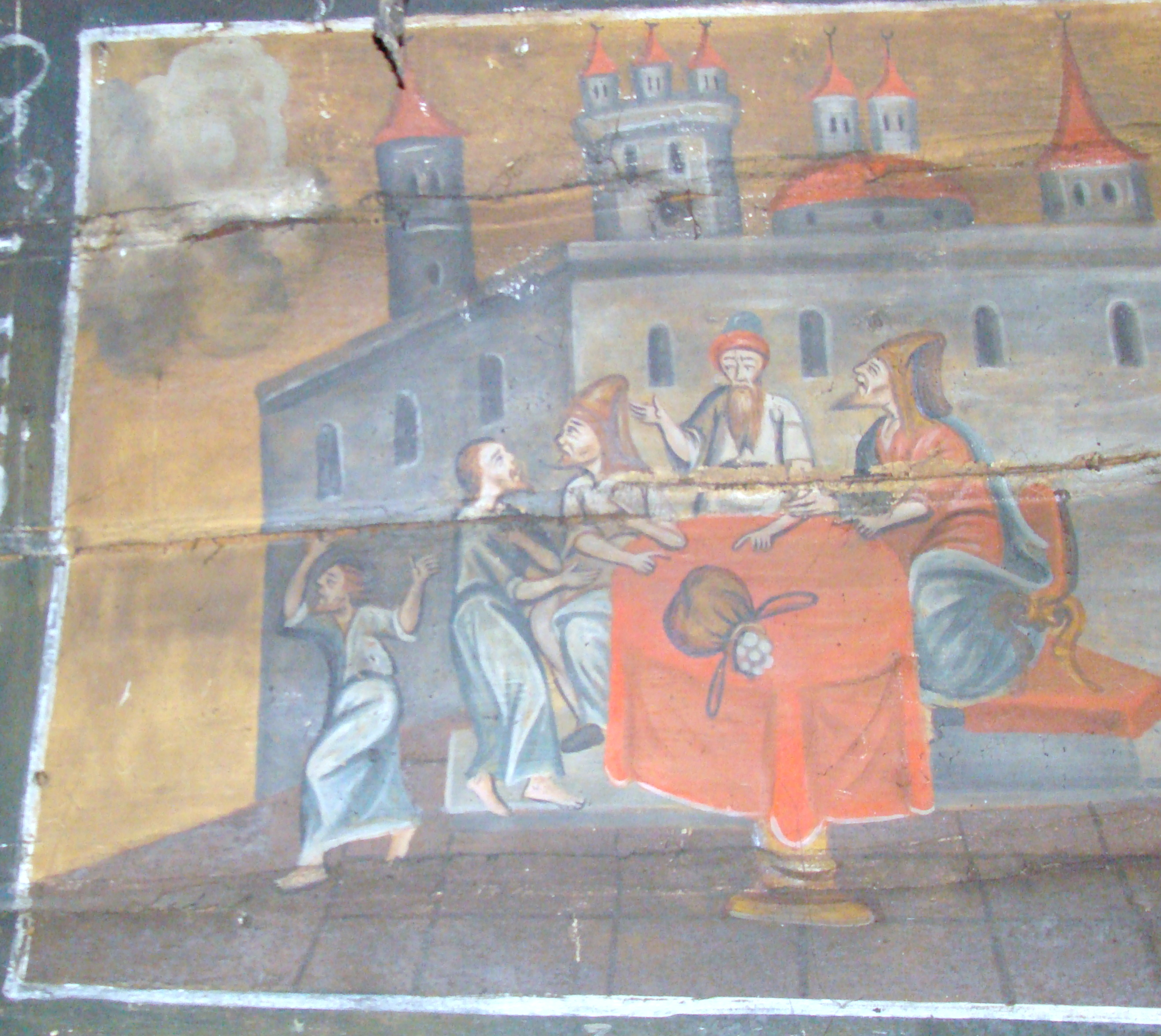
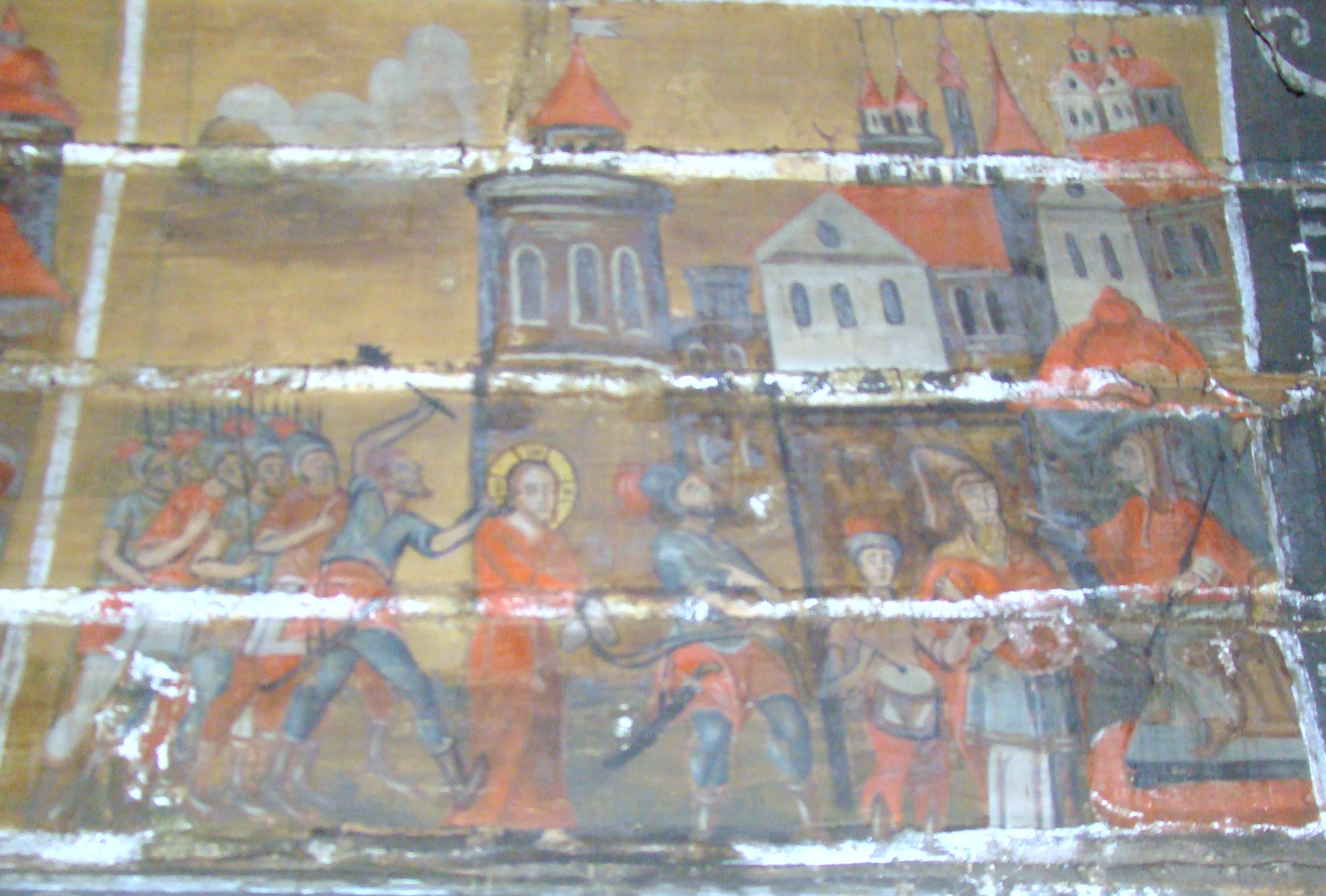
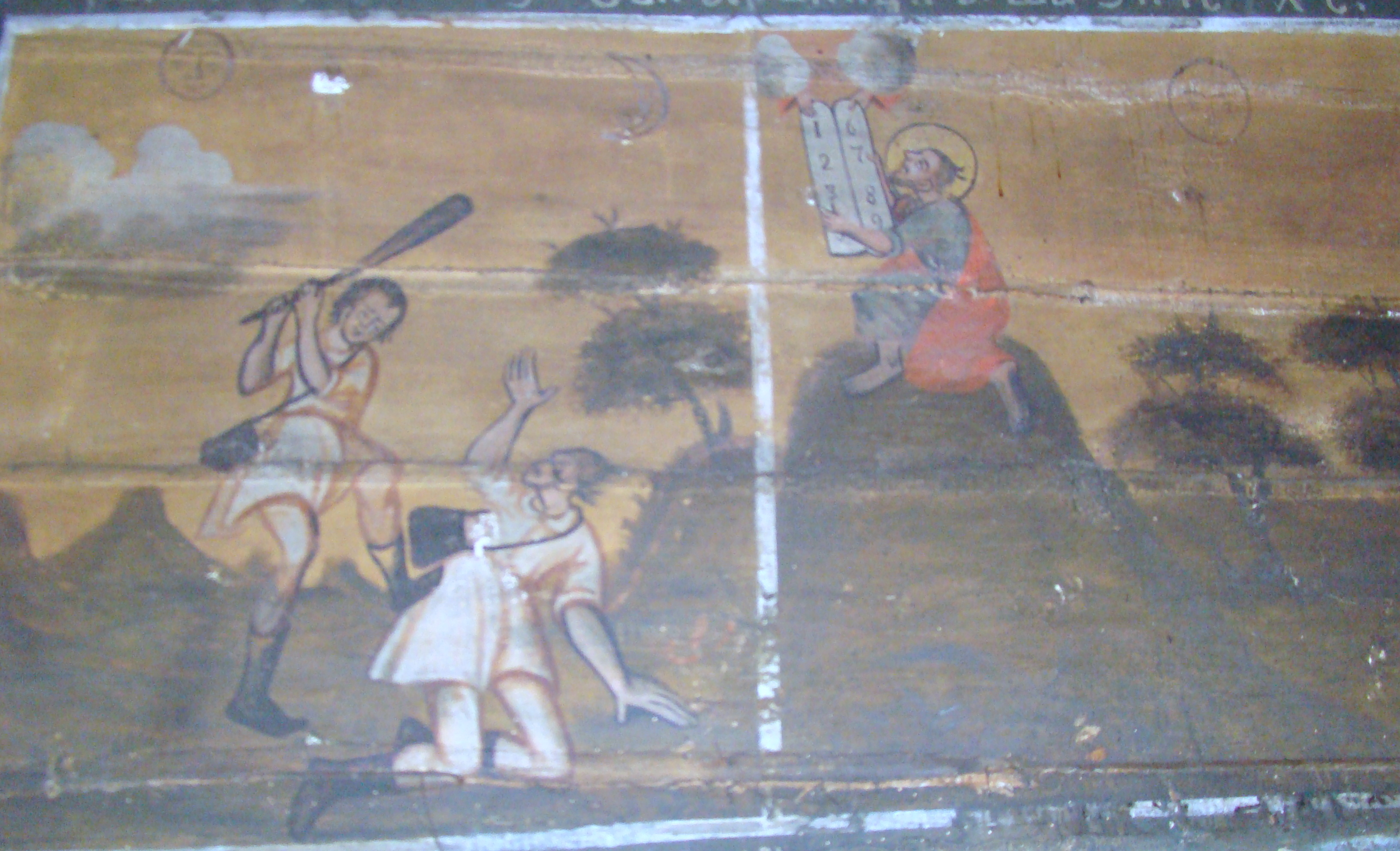
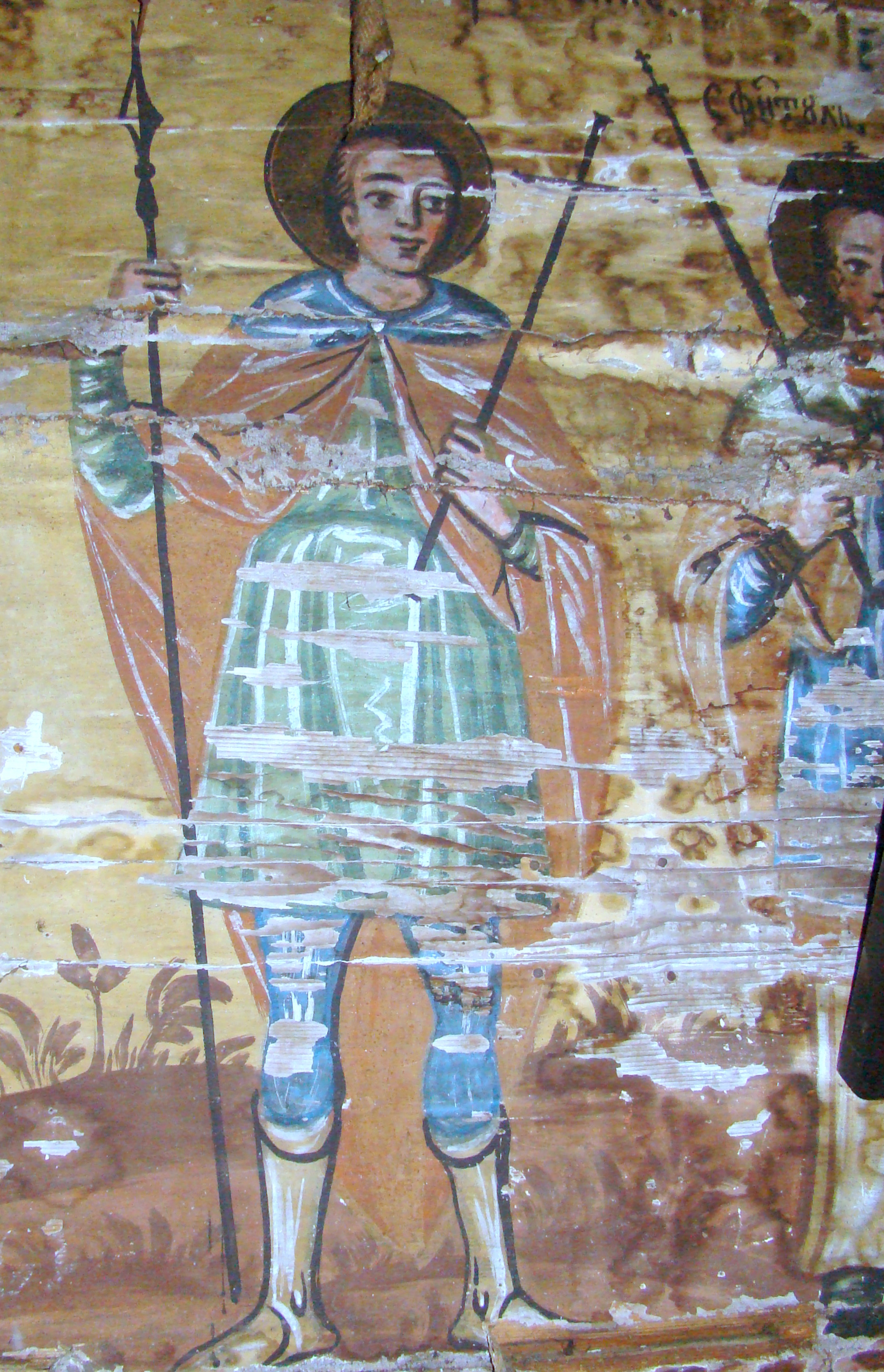
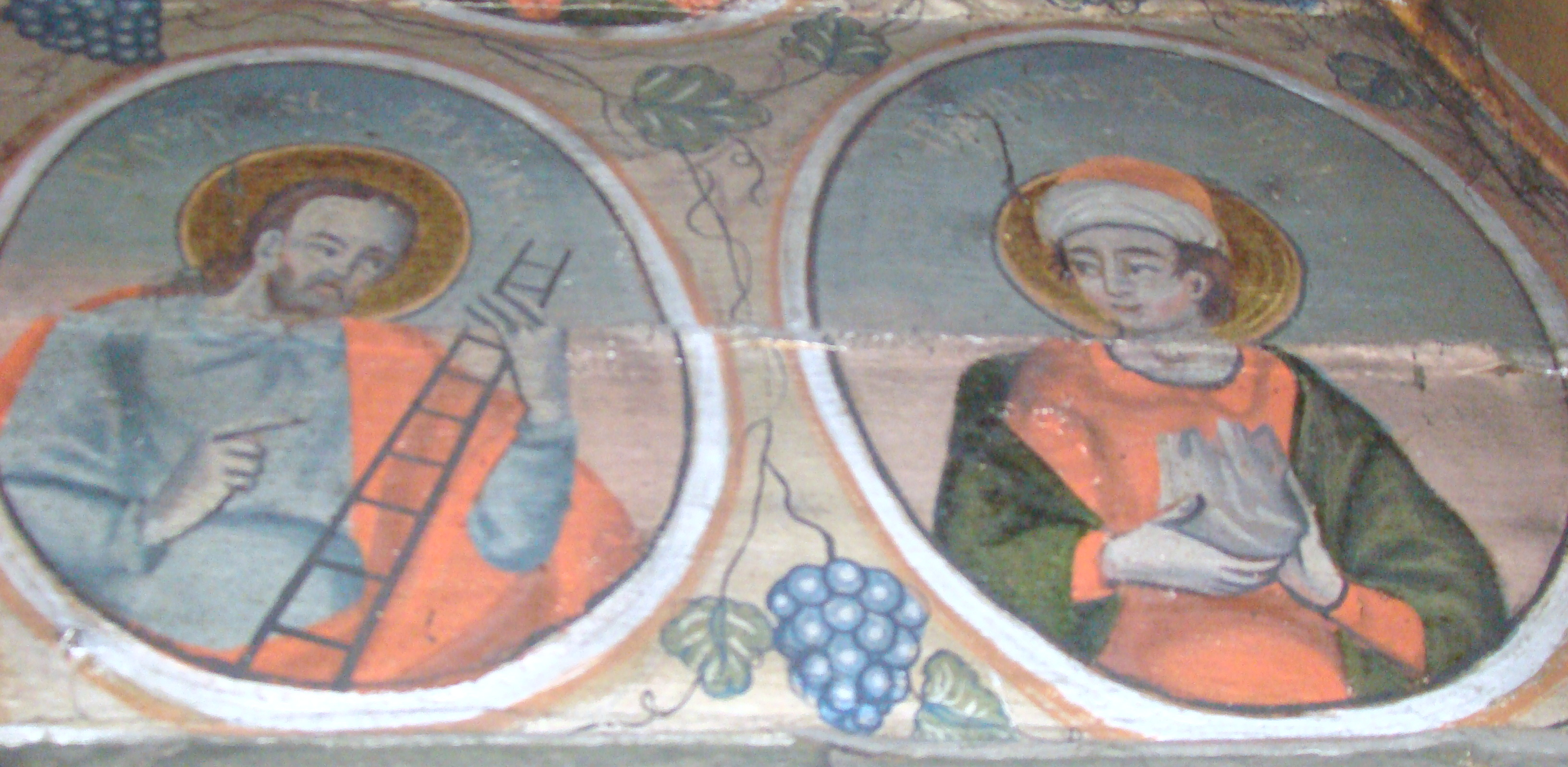
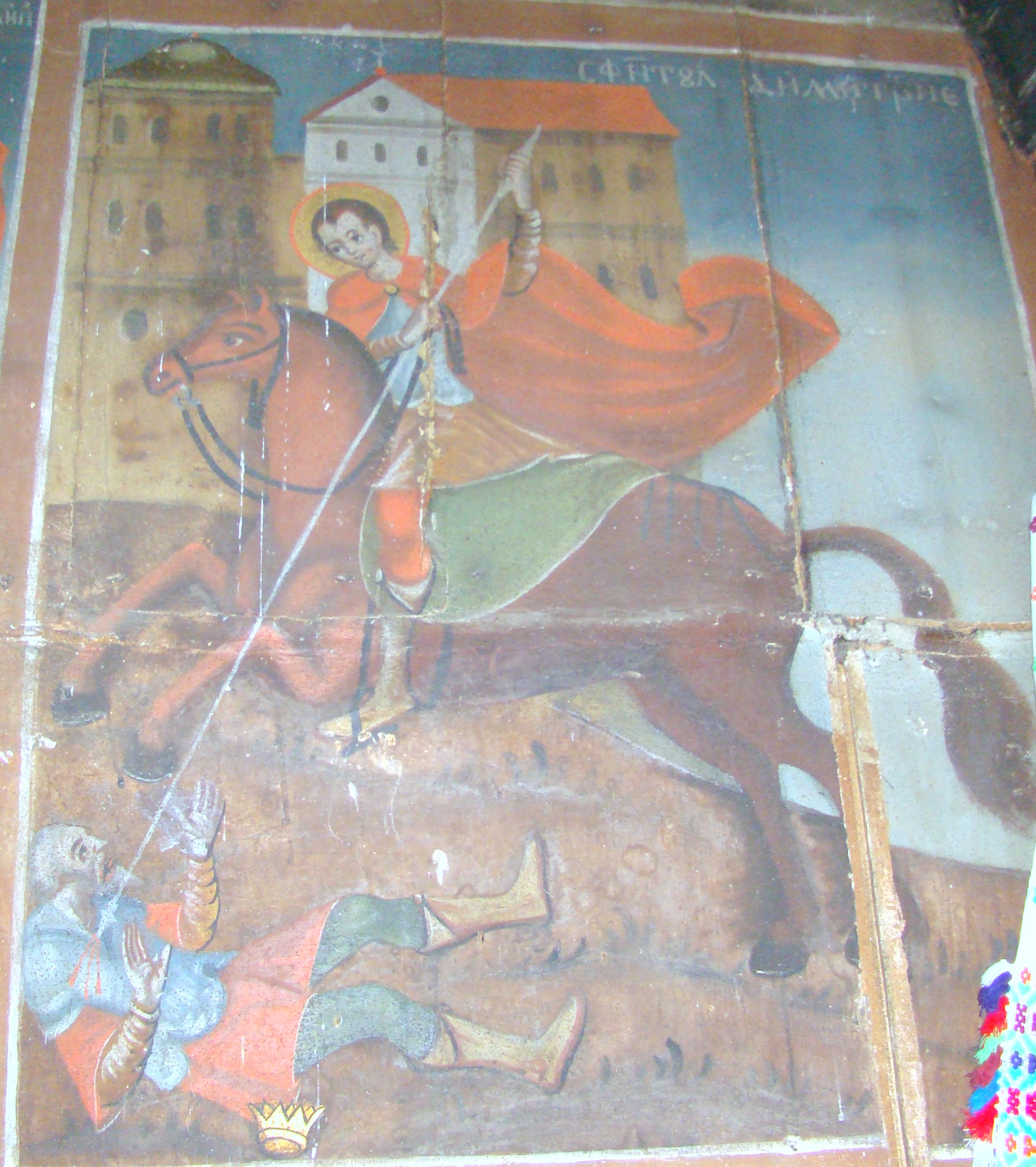
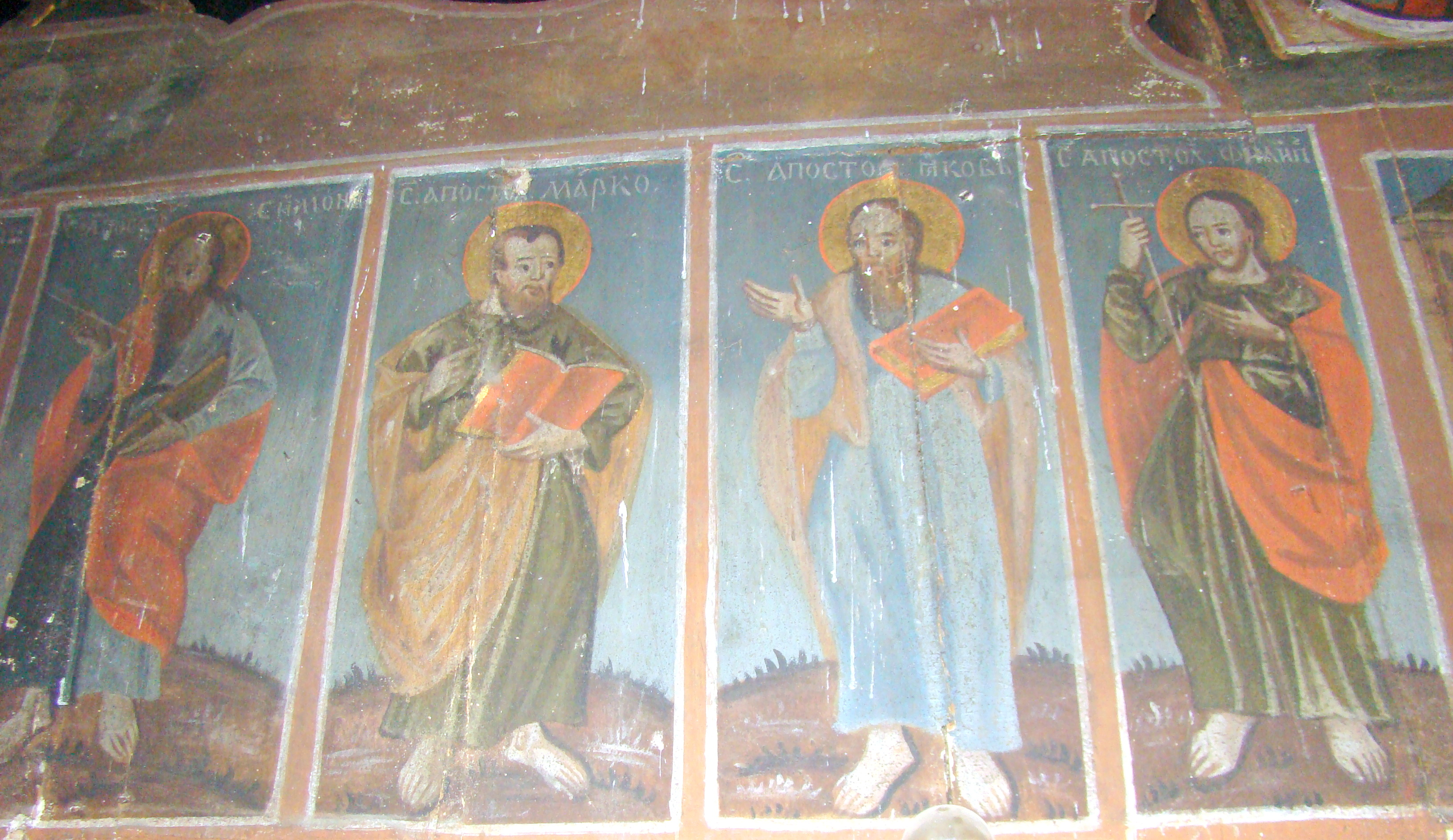
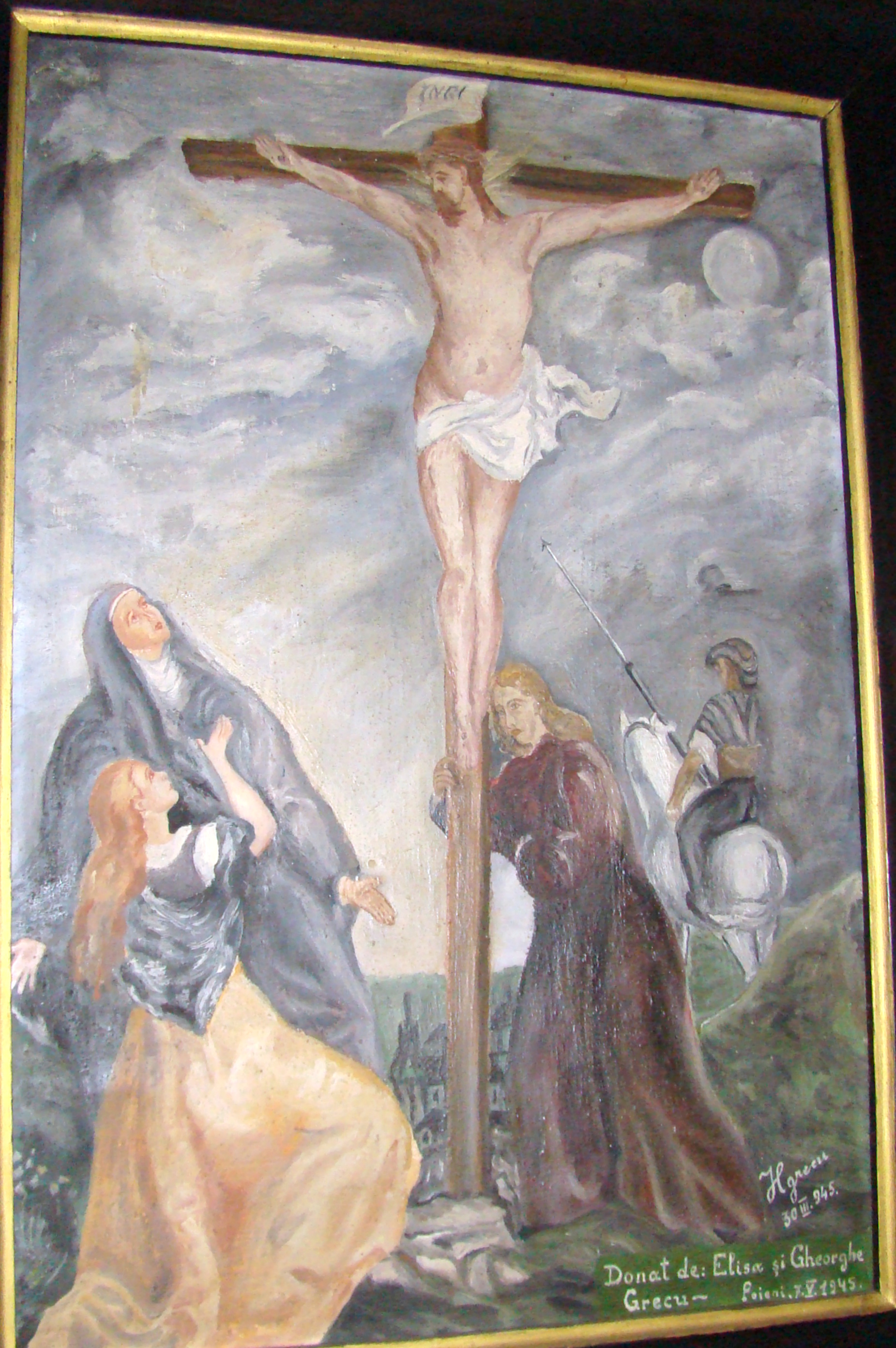
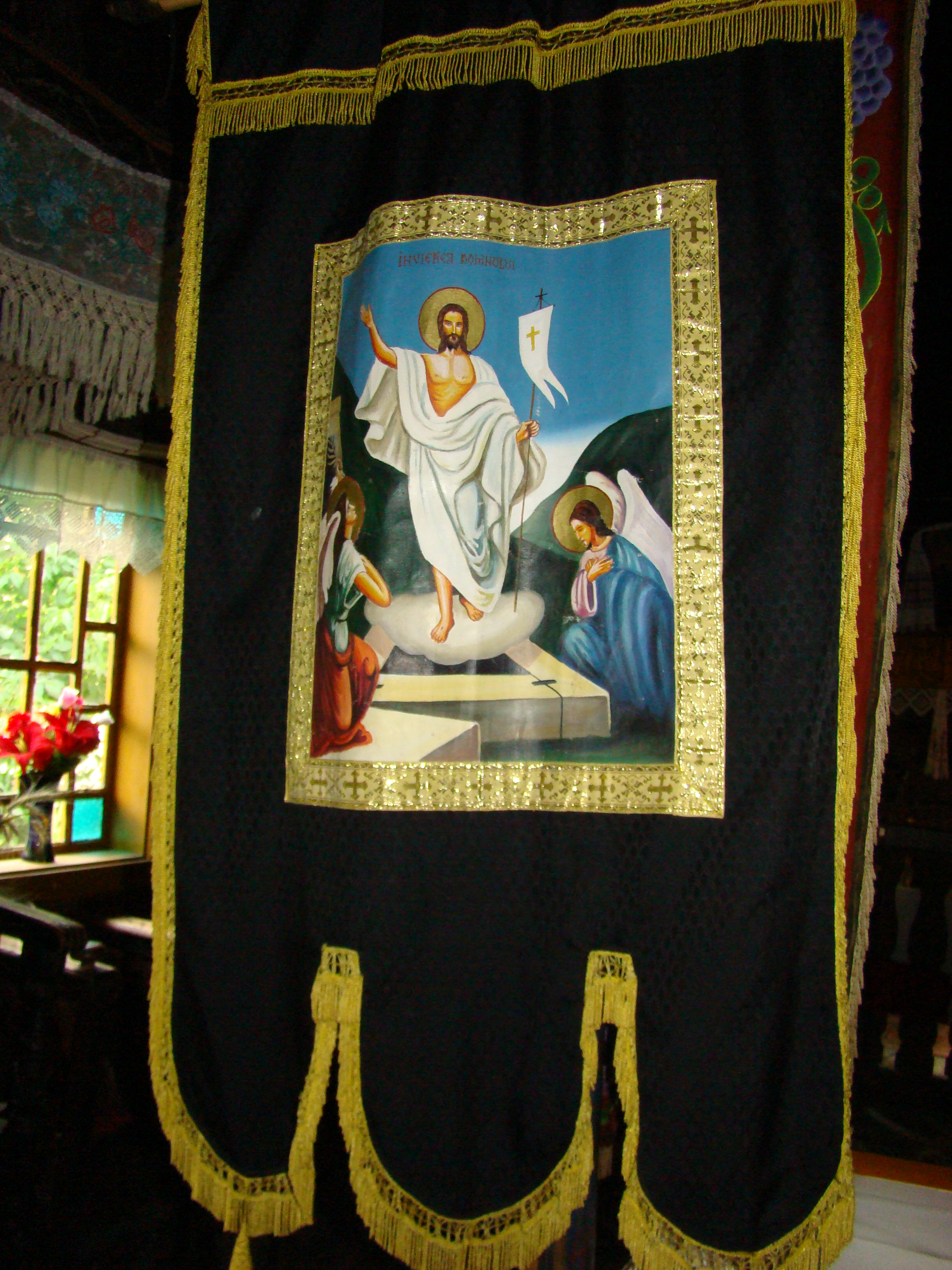
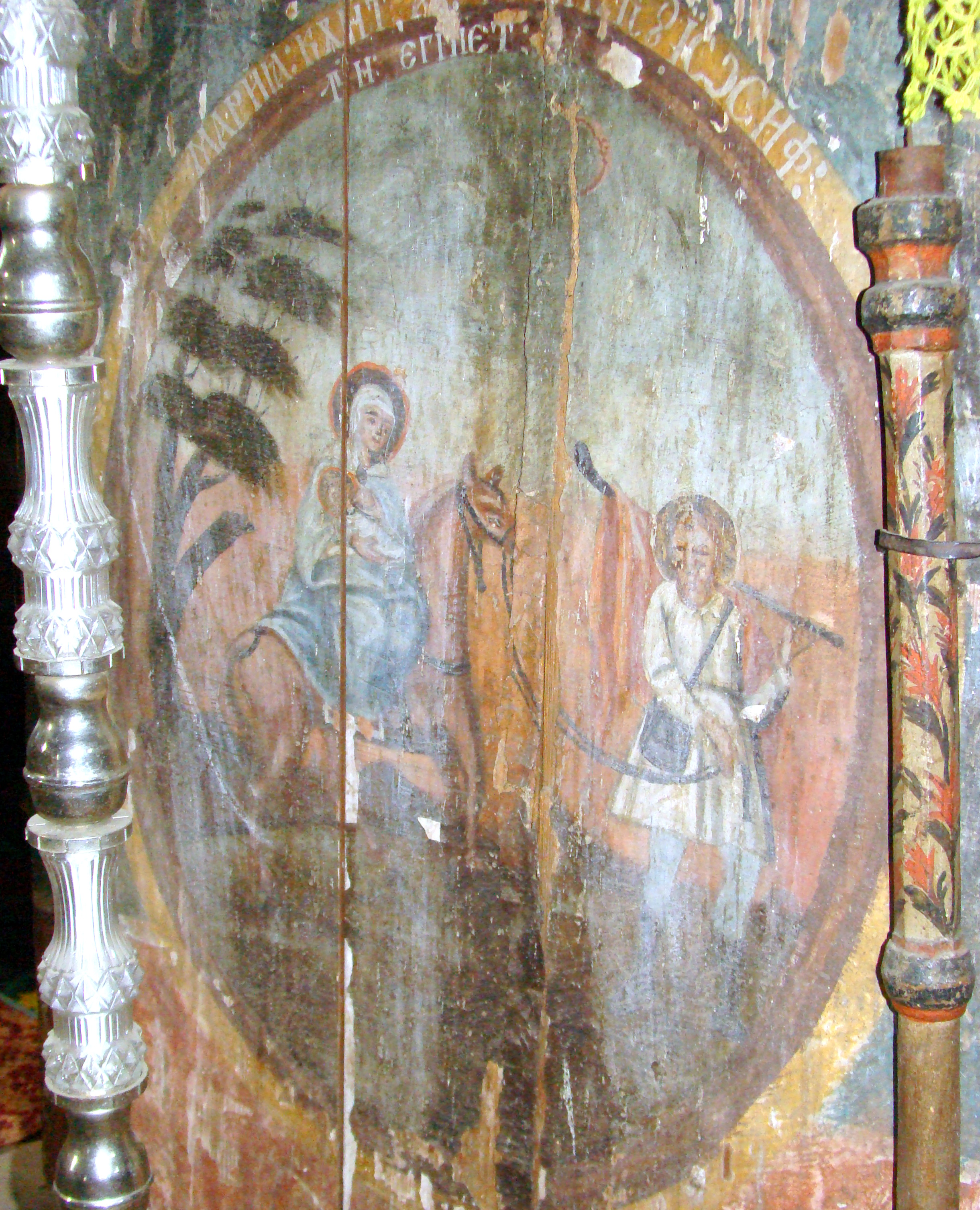
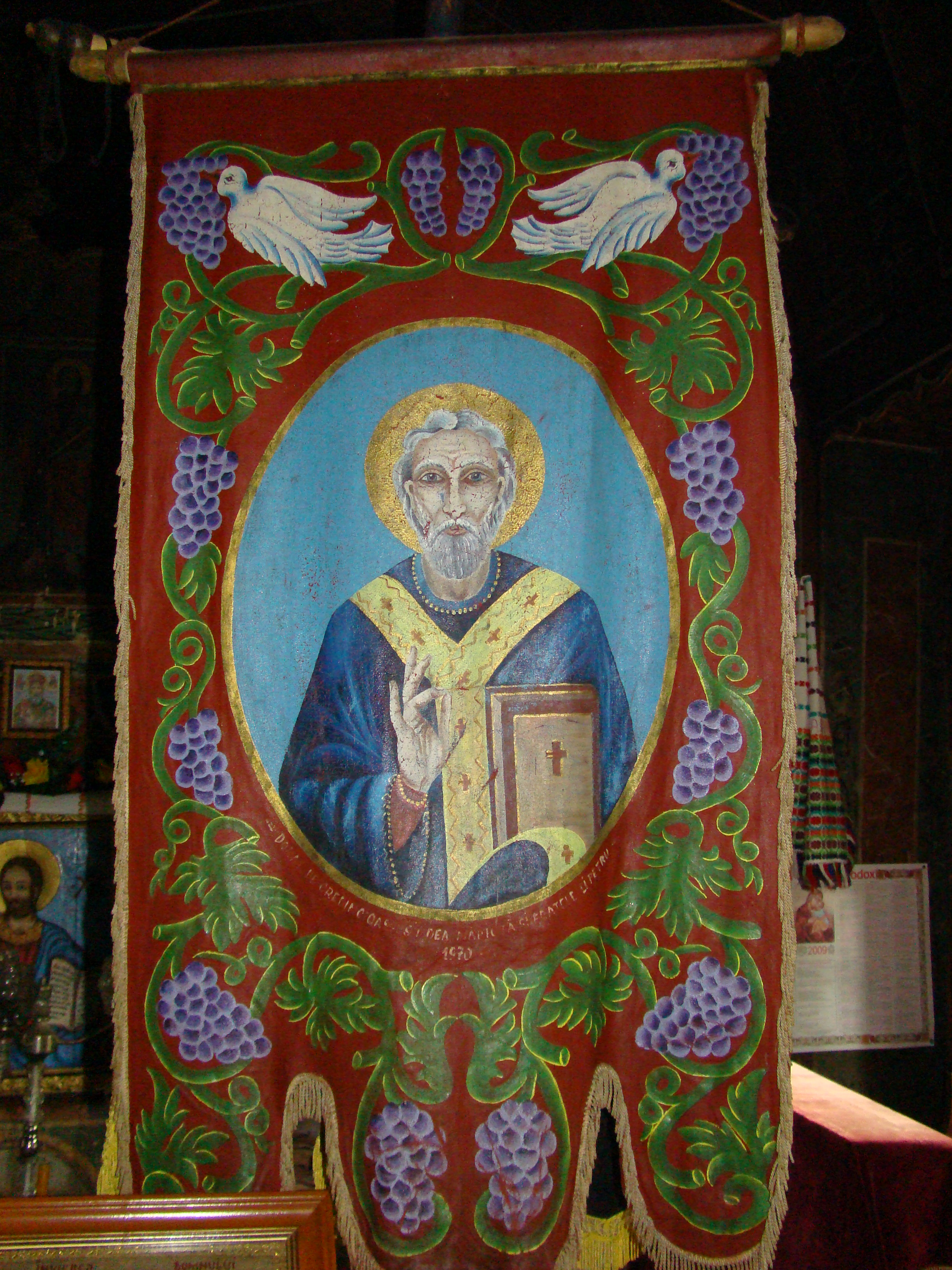
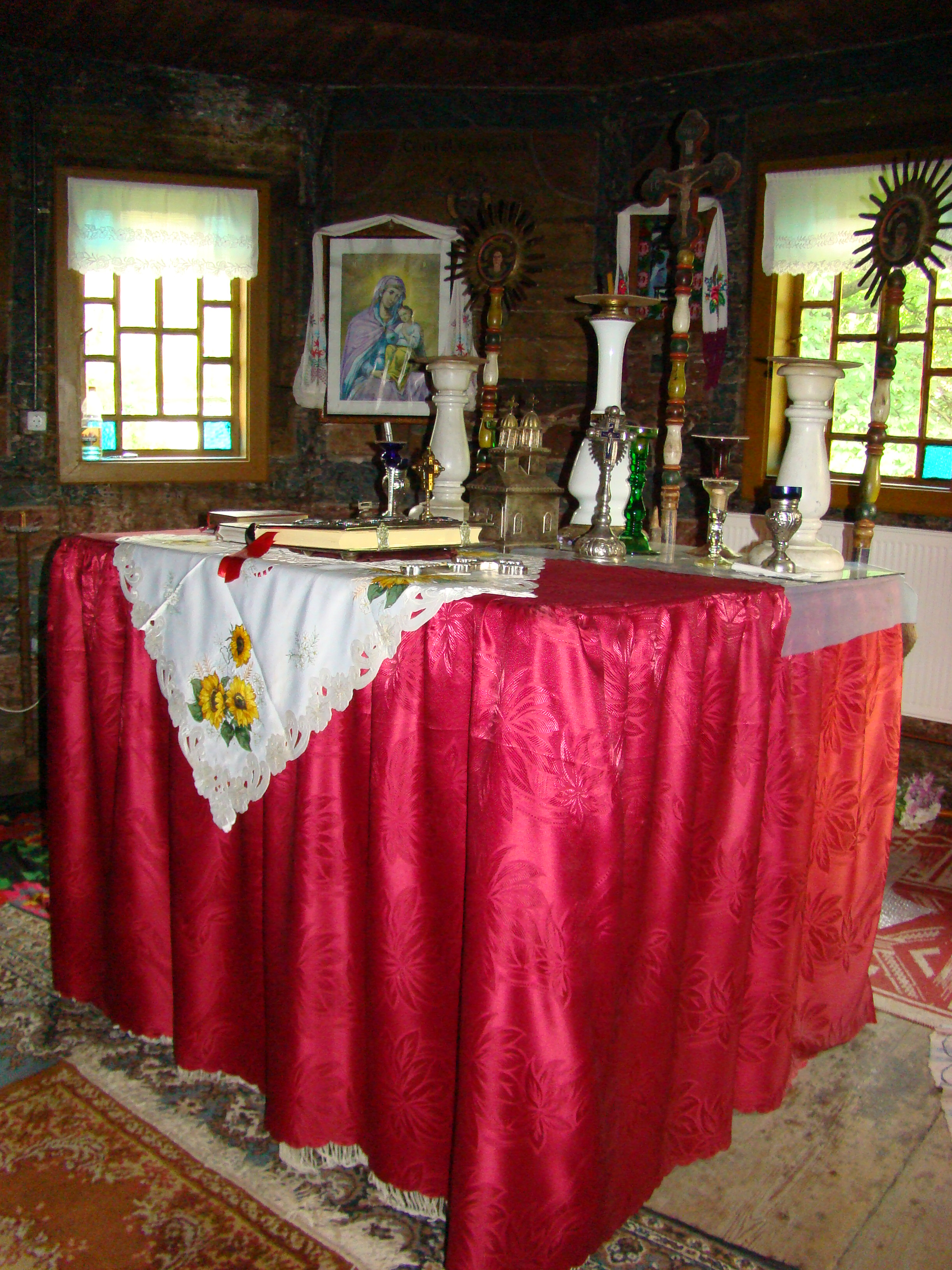
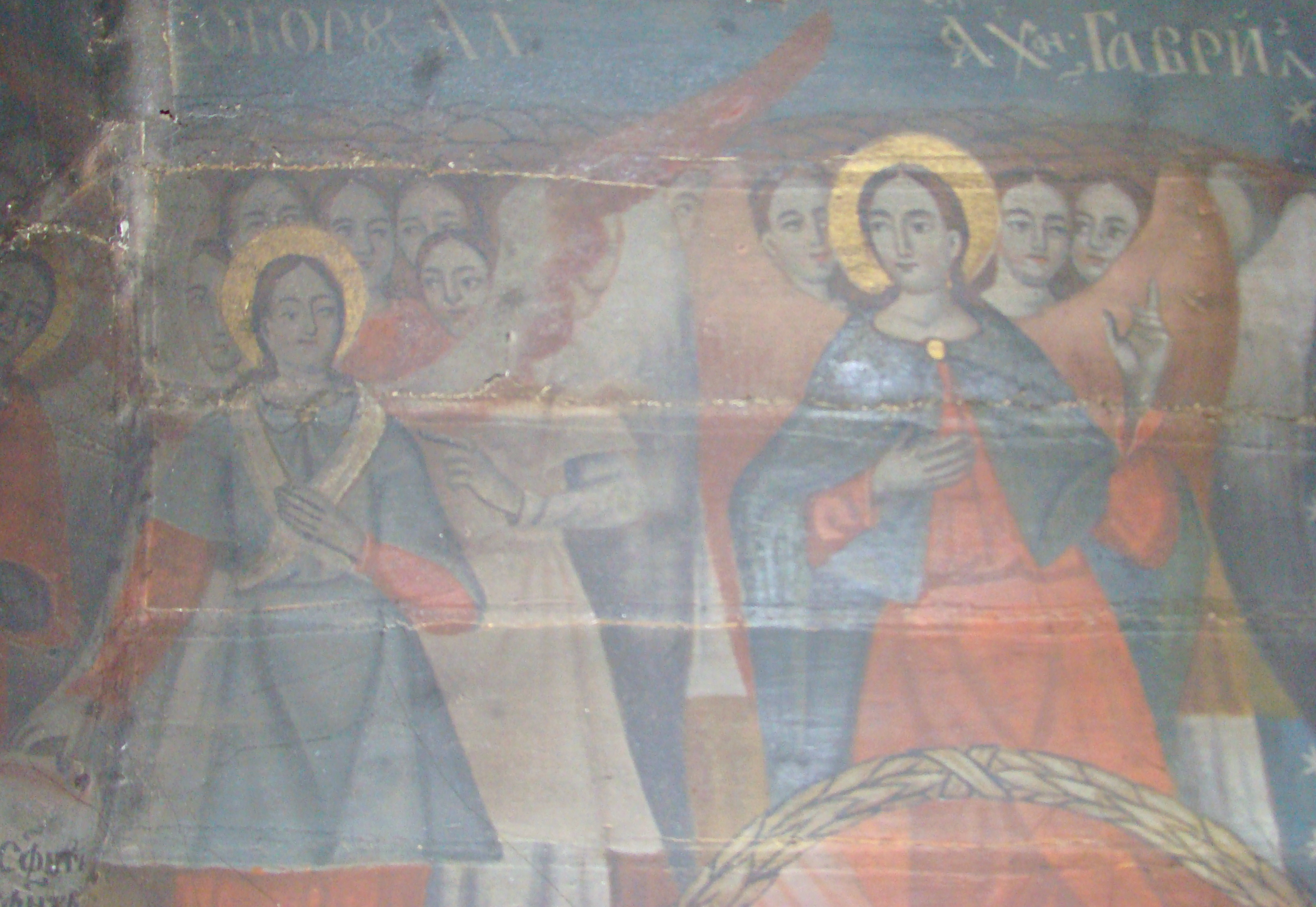
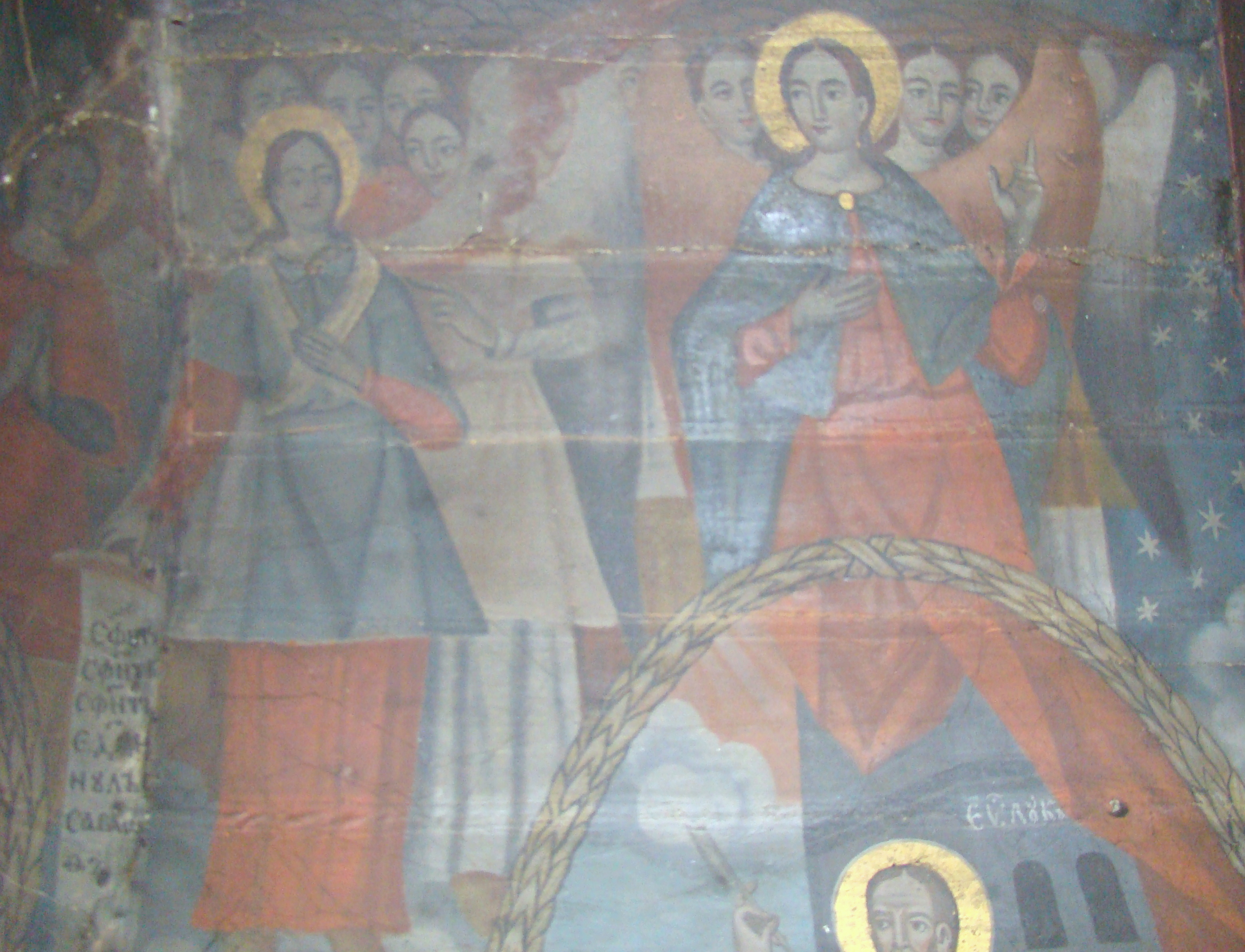
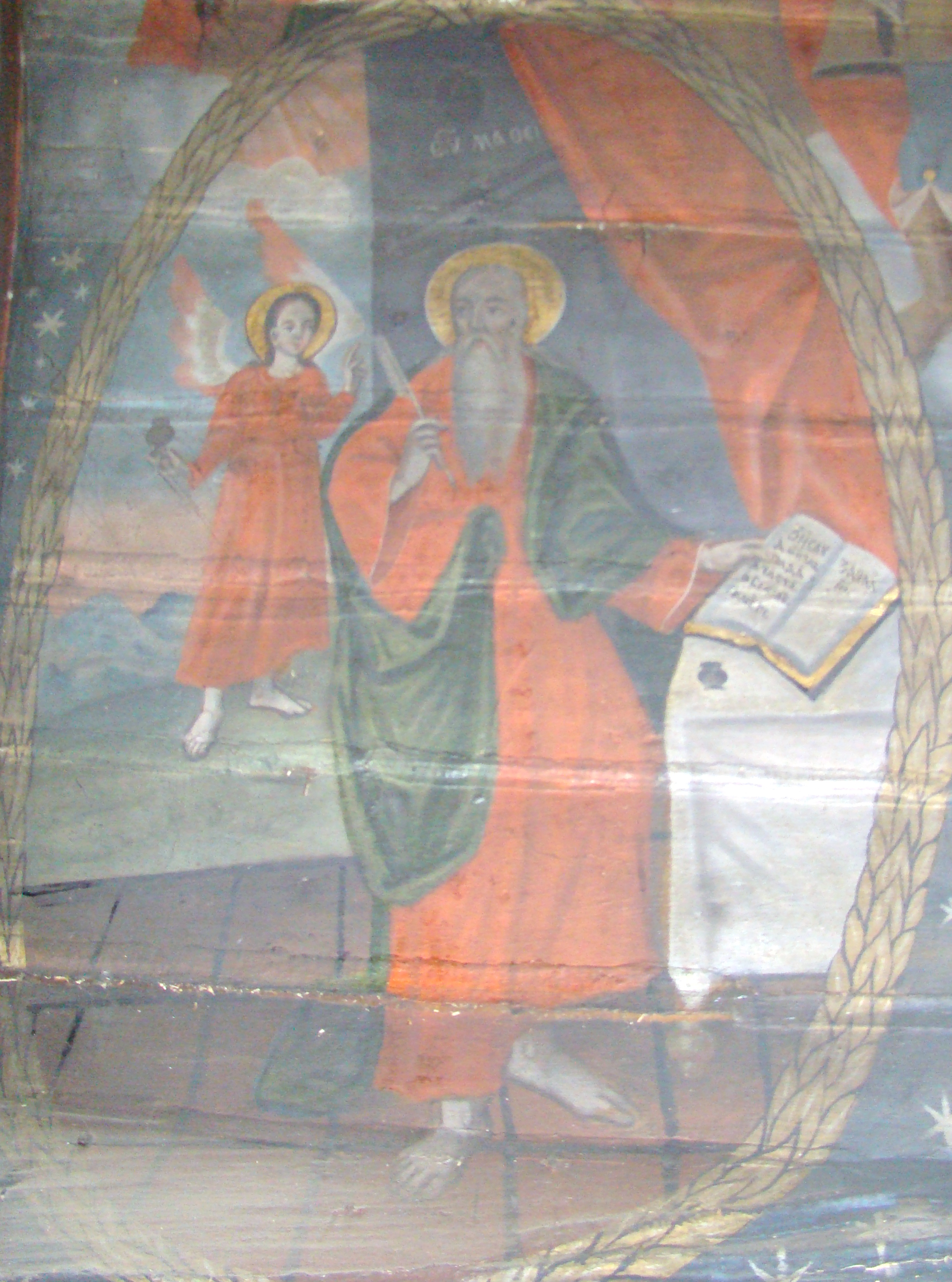
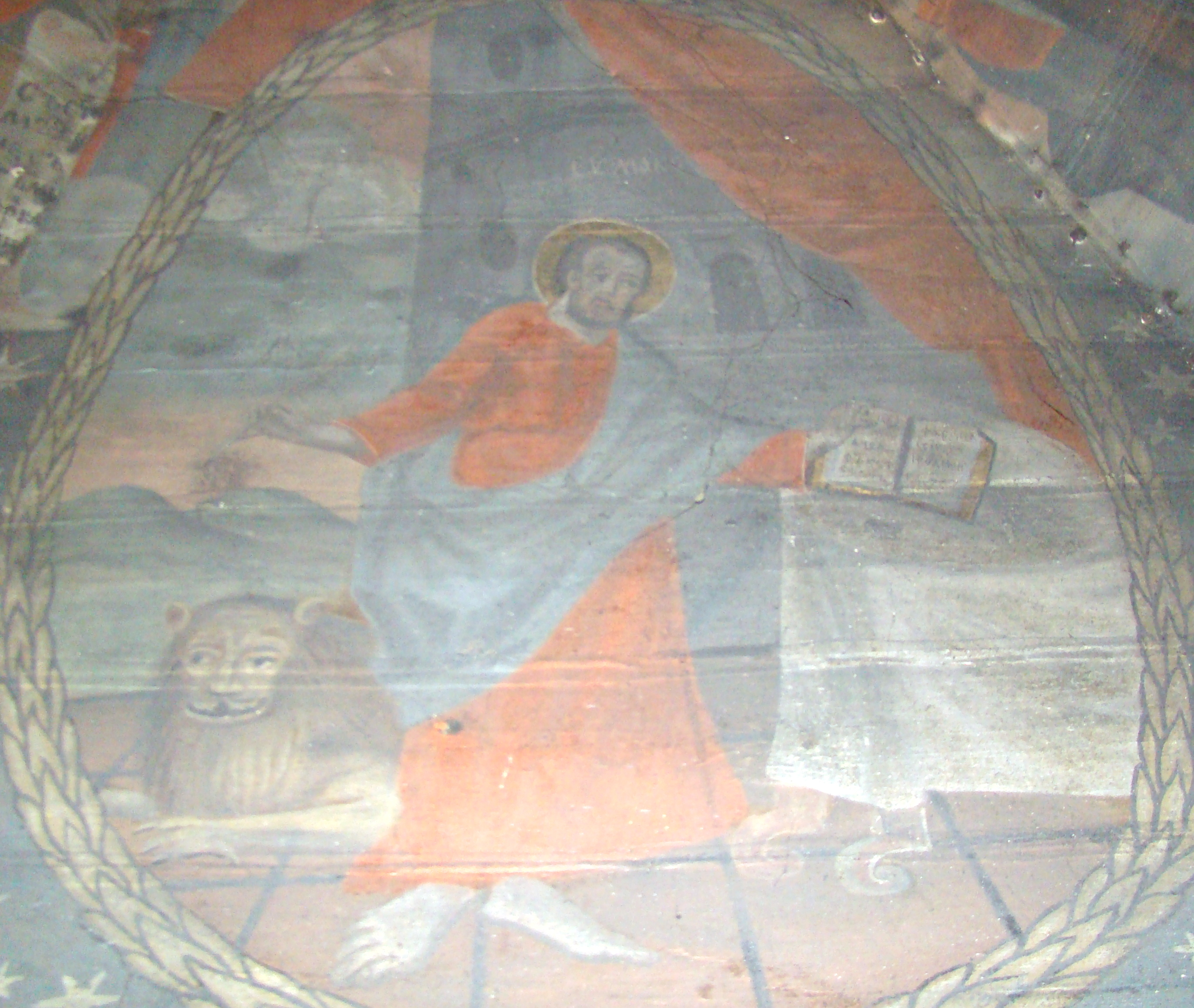
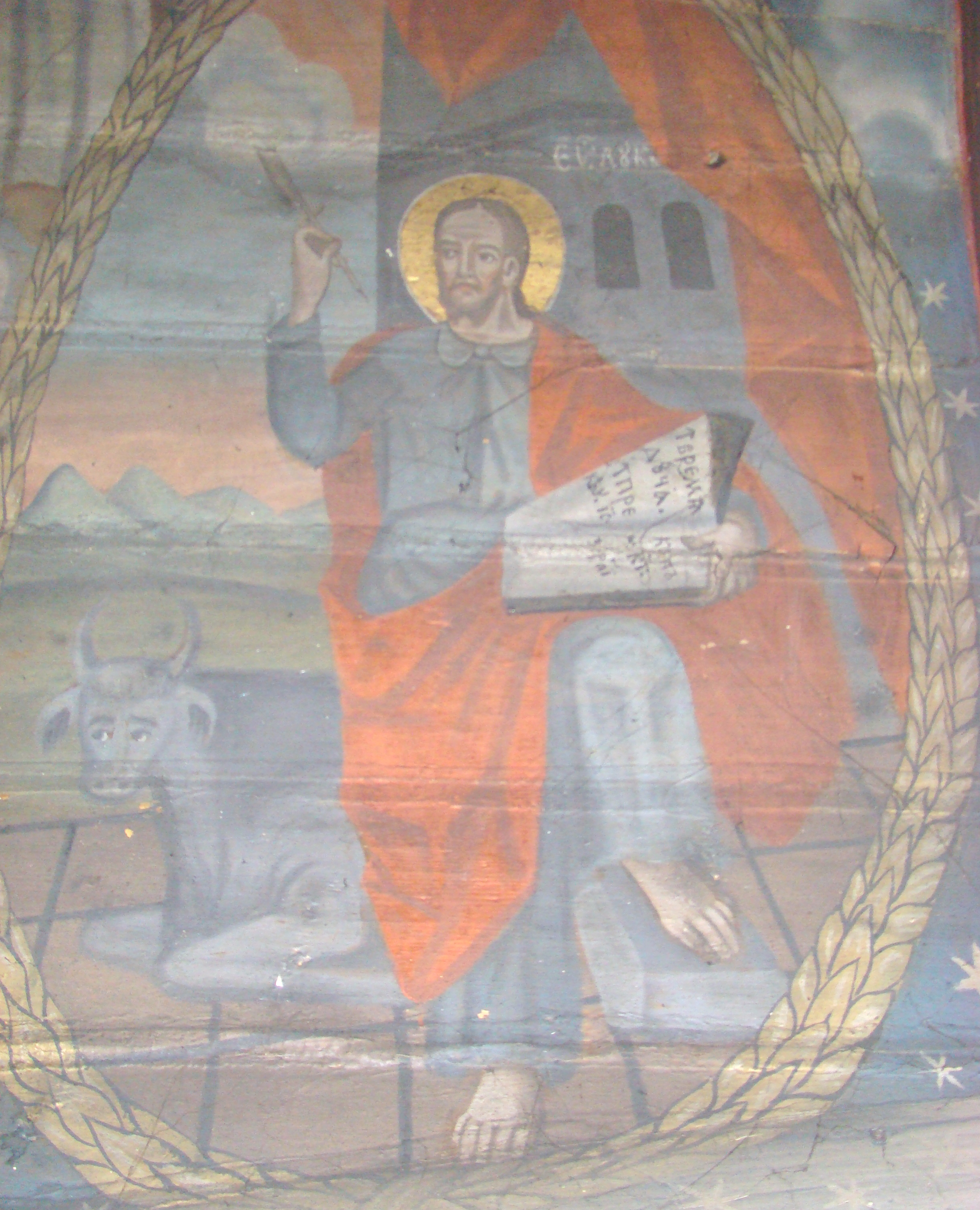
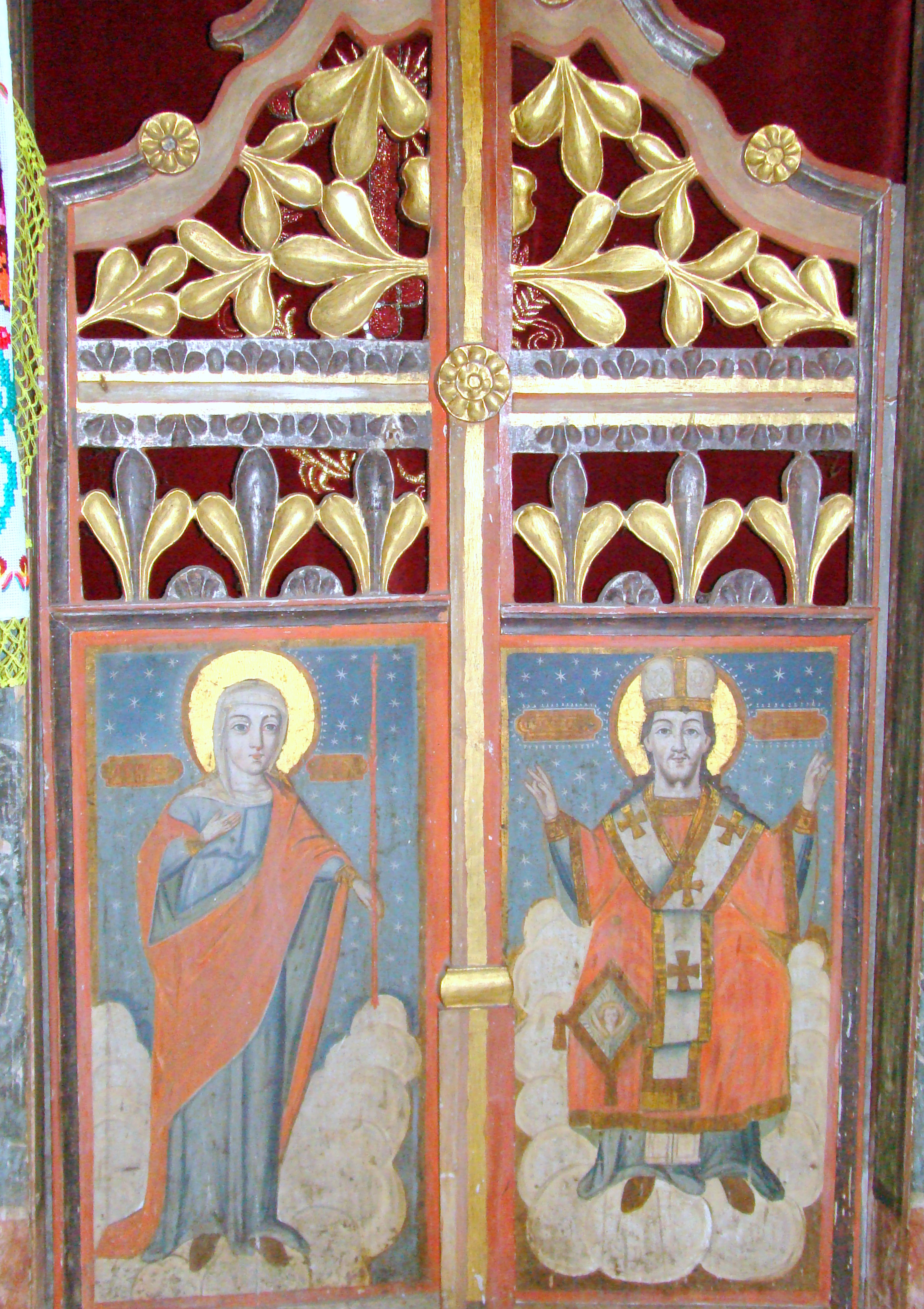
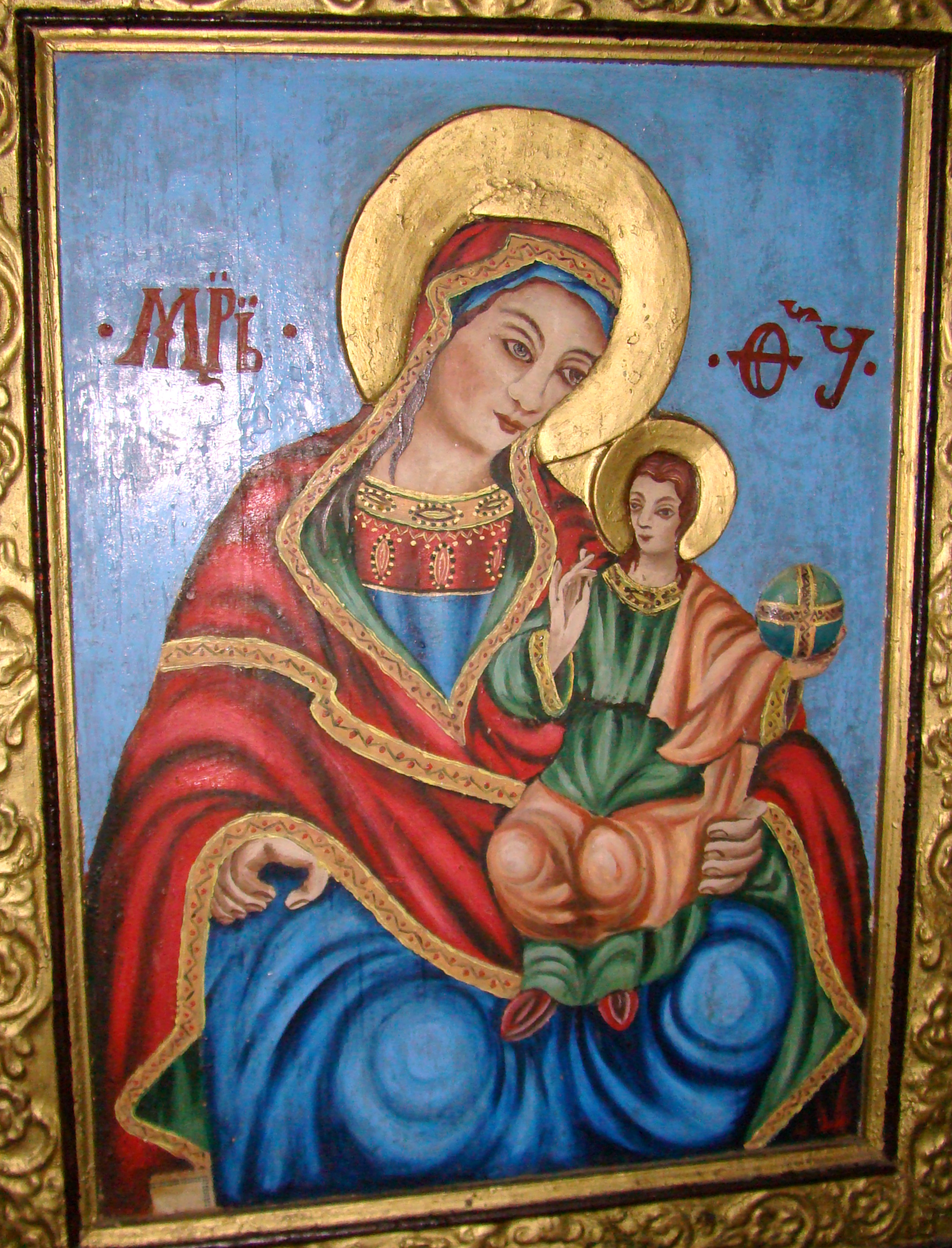
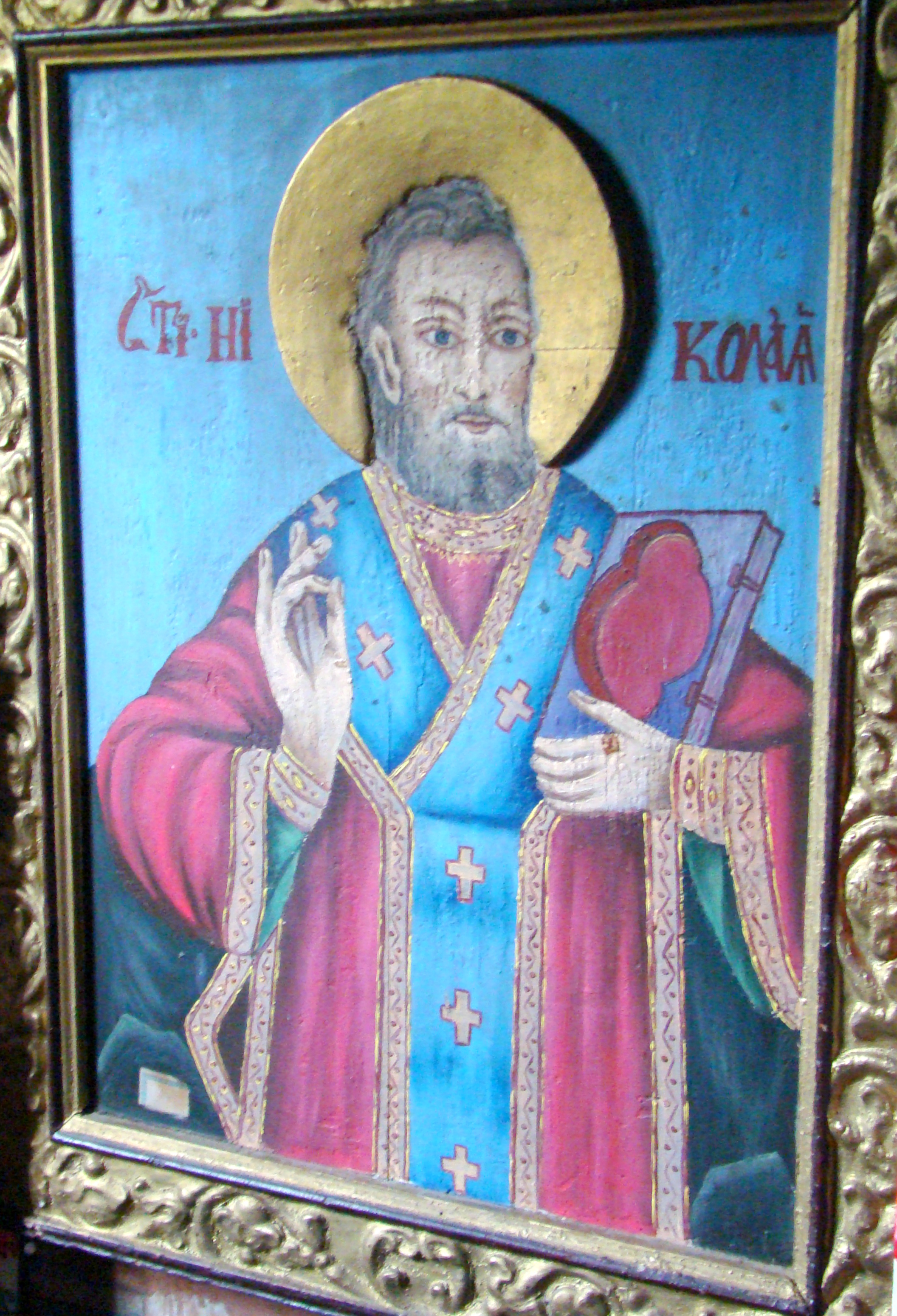